# Biserica de lemn din Prăvăleni

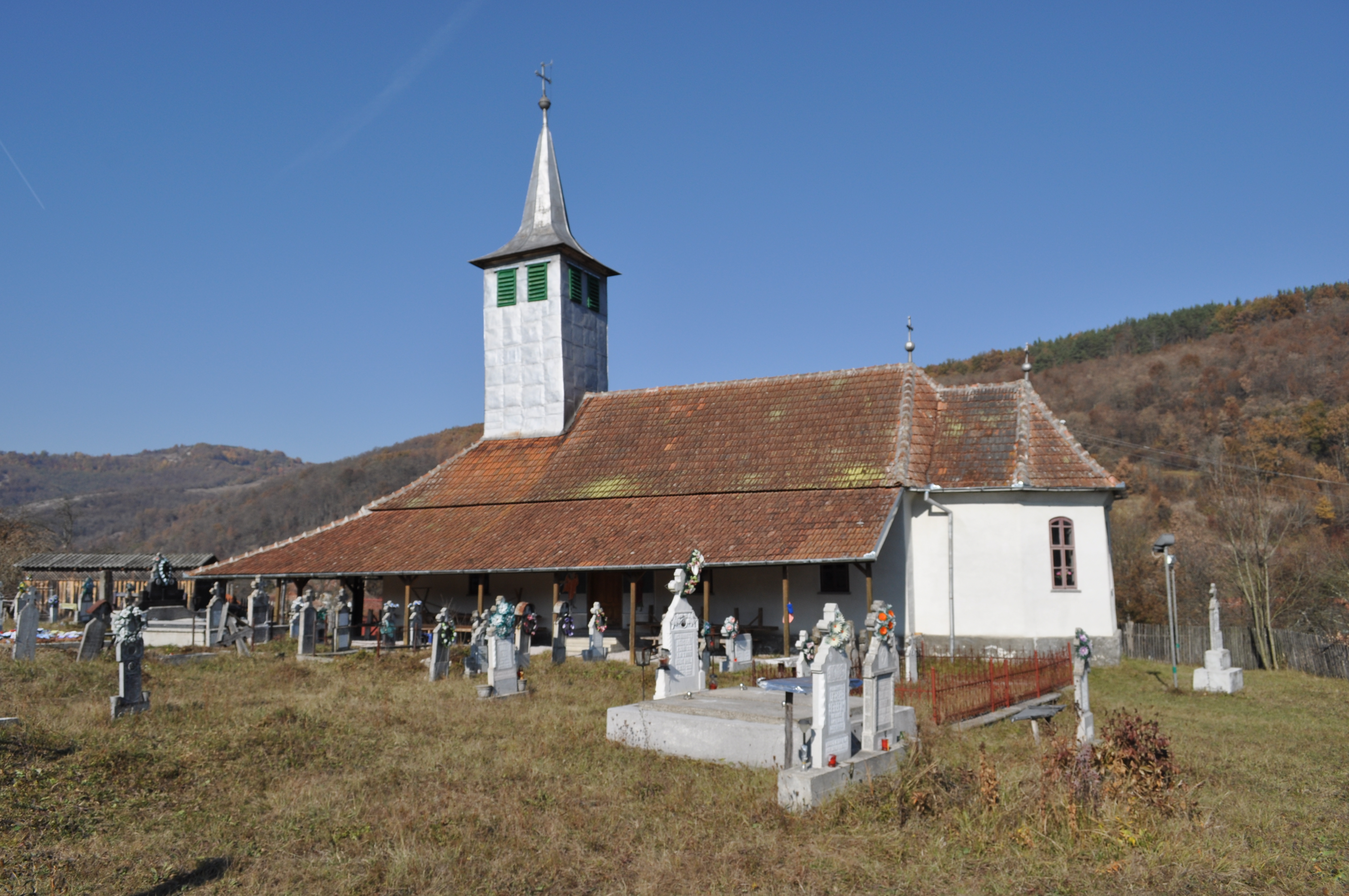
Biserica de lemn „Sfântul Ierarh Nicolae” din satul Prăvăleni, comuna Vața de Jos, județul Hunedoara, foto: octombrie 2011.

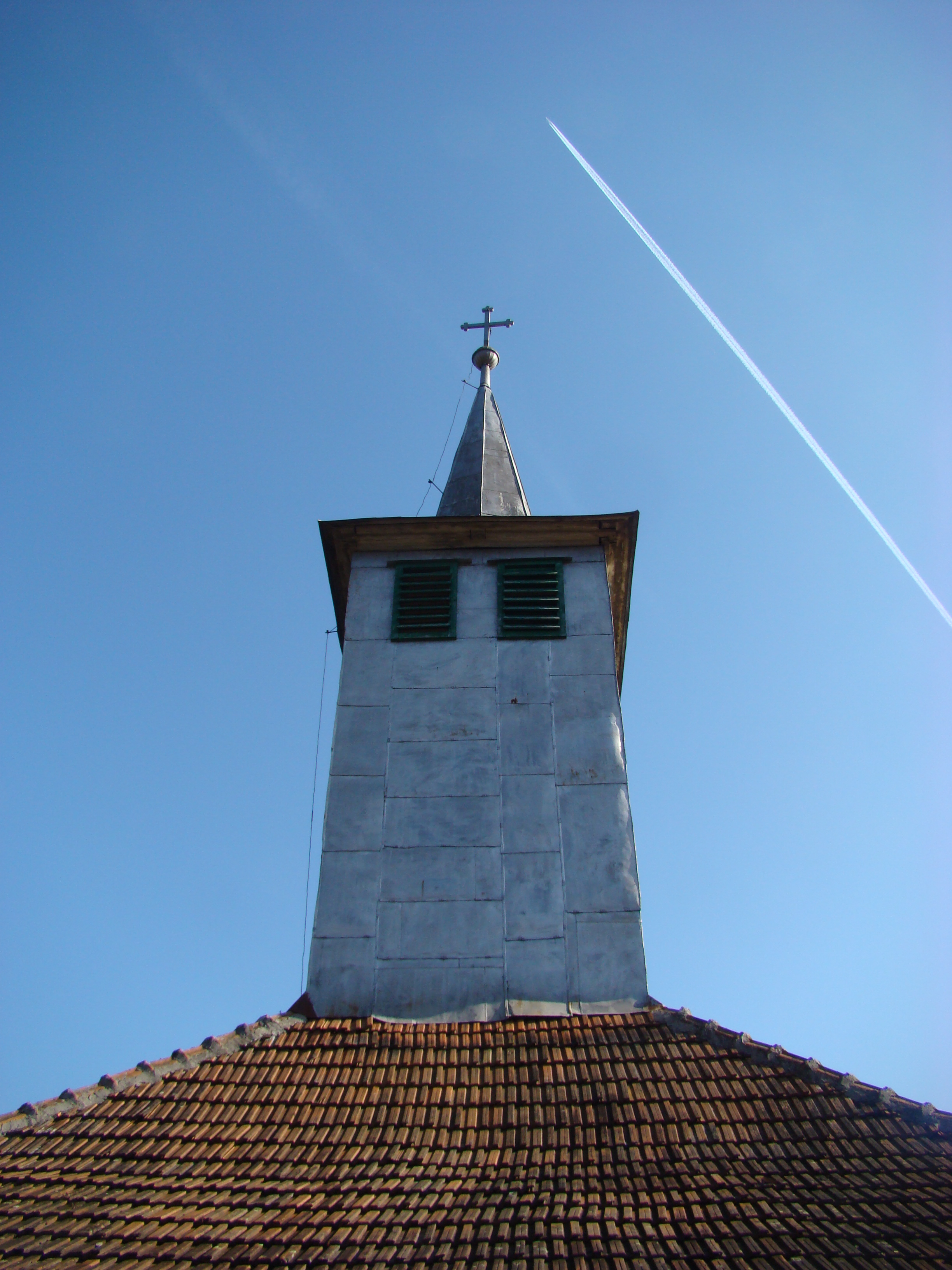
Turnul-clopotniță

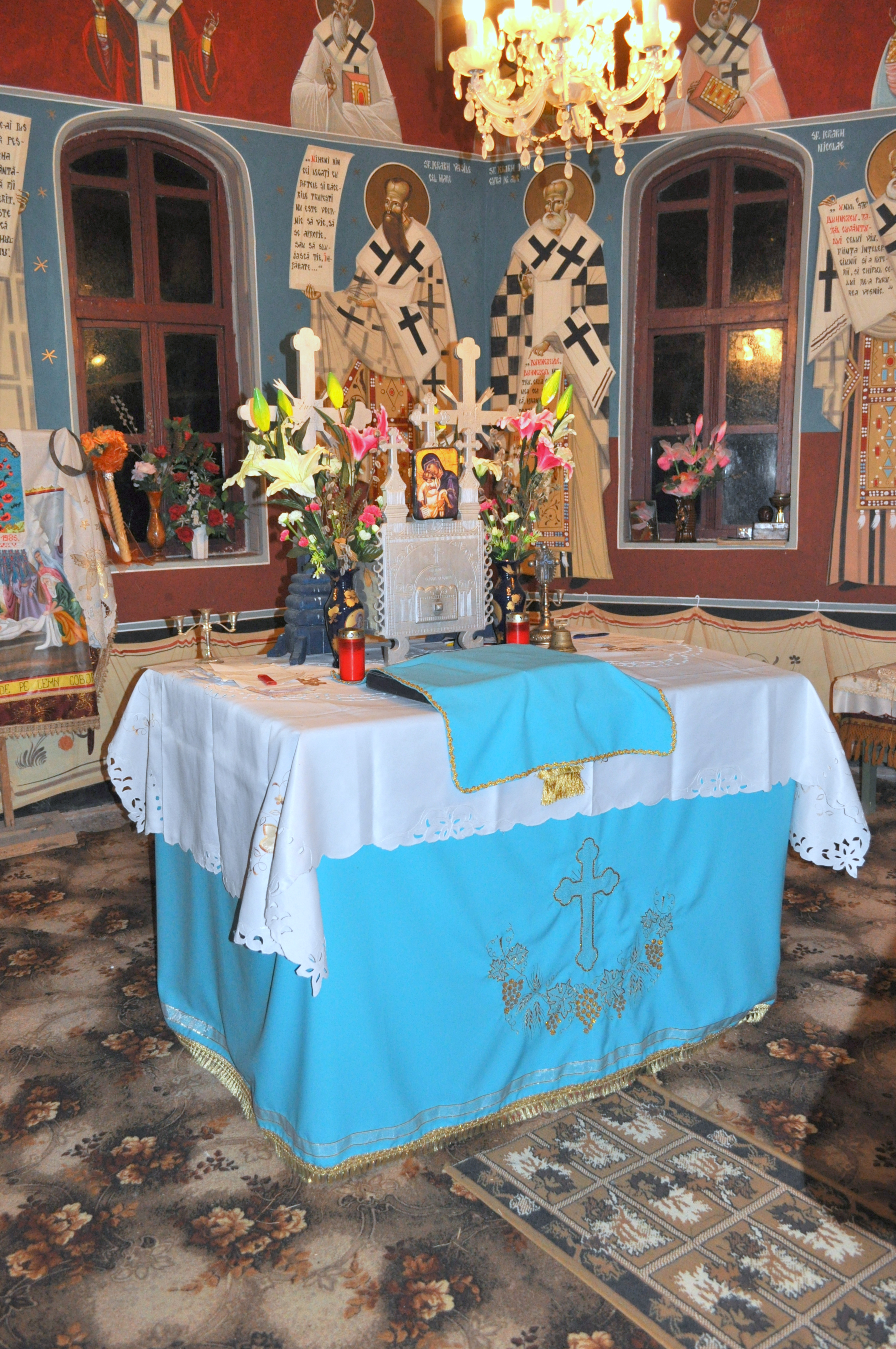
În altar

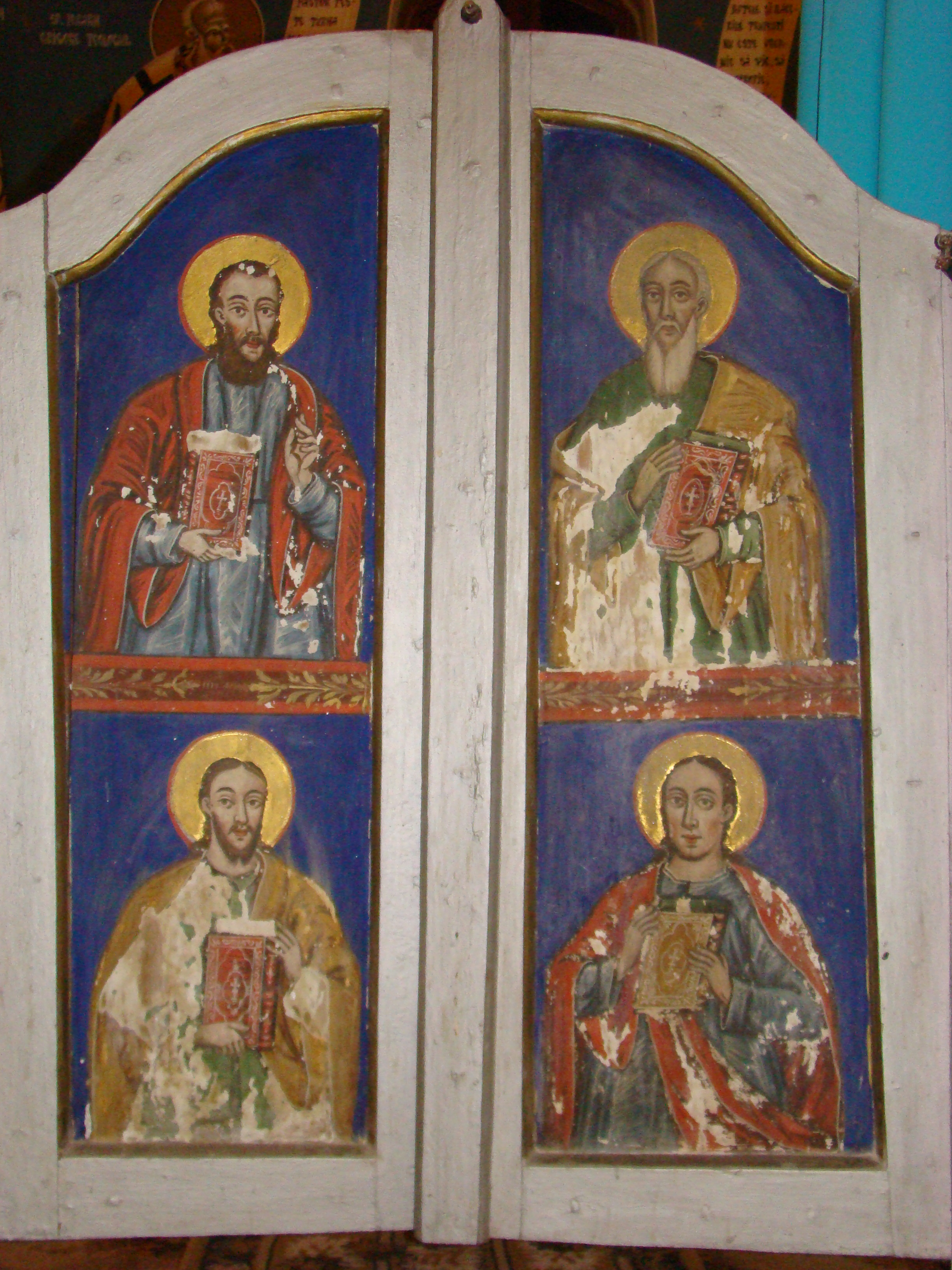
Ușile împărătești moștenite de la ctitoria anterioară

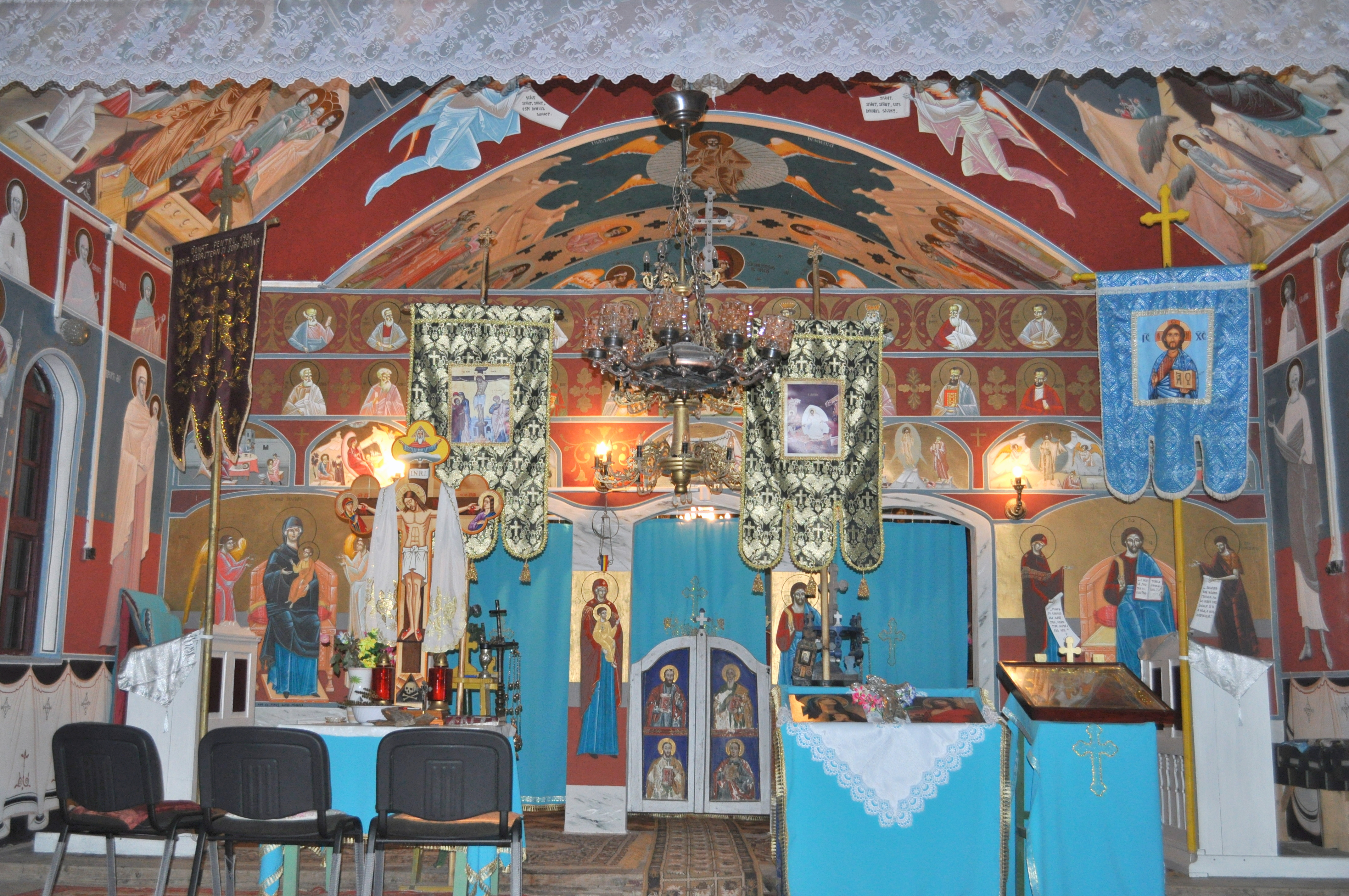
Interiorul navei

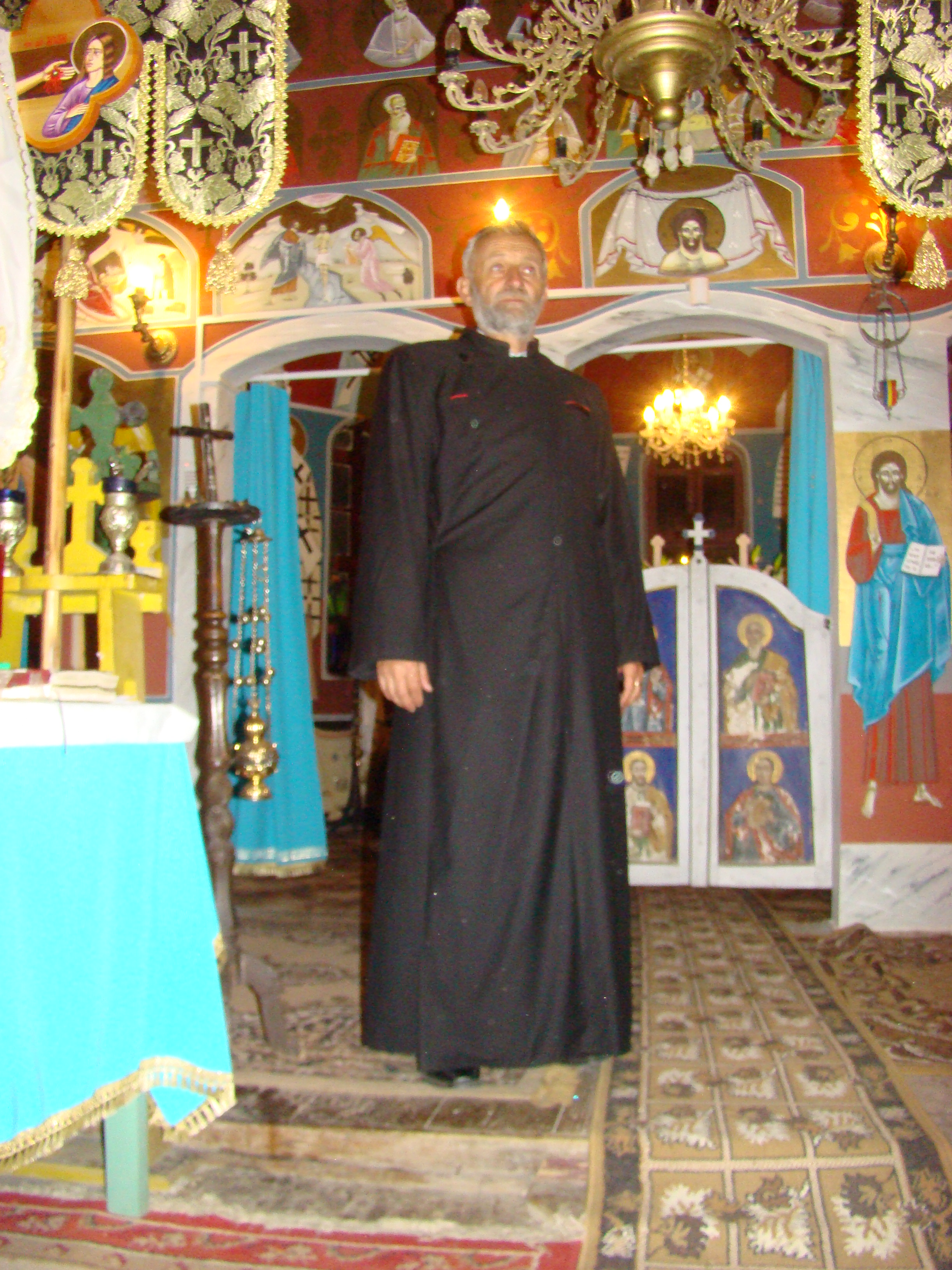
Preotul paroh Gheorghe Bisorca

Biserica de lemn din satul Prăvăleni, comuna Vața de Jos, județul Hunedoara, a fost construită în anul 1927. Are hramul „Sfântul Nicolae”. Nu figurează pe lista nouă a monumentelor istorice.

## Istoric și trăsături
Satul Prăvăleni adăpostește o biserică de lemn cu hramul „Sfântul Ierarh Nicolae”, ridicată în anul 1927, în timpul păstoririi preotului Amos Florea. Lăcașul se compune dintr-un altar pentagonal decroșat, un naos dreptunghiular spațios și un pronaos scund, deasupra căruia a fost înălțată o clopotniță suplă, cu fleșă evazată, învelită în tablă. Țigla acoperă nu doar pantele repezi ale șarpantei, ci și cele două pridvoare deschise ample de pe laturile de sud și de vest adosate în cursul șantierului de renovare dintre anii 1951-1952; alte reparații s-au desfășurat în 2009. Suprafața interioară și exterioară a bârnelor a fost tencuită, biserica fiind pictată în 1994.  Lăcașul actual a înlocuit o altă ctitorie de lemn, nesfințită, cu hramul „Sfântul Mare Mucenic Dimitrie” (descriere făcută în 1755 de conscriptorii episcopului sârb Sinesie Jivanovici al Aradului), ridicată, probabil, în prima jumătate a secolului al XVIII-lea; conscripțiile anilor 1761-1762 și 1829-1831, precum și harta iosefină a Transilvaniei (1769-1773) o menționează ca atare. În 1853, potrivit tradiției, acel lăcaș a fost mutat pe actualul platou „Costești” de pe un amplasament mai vechi, situat în vecinătate. 

## Imagini din exterior

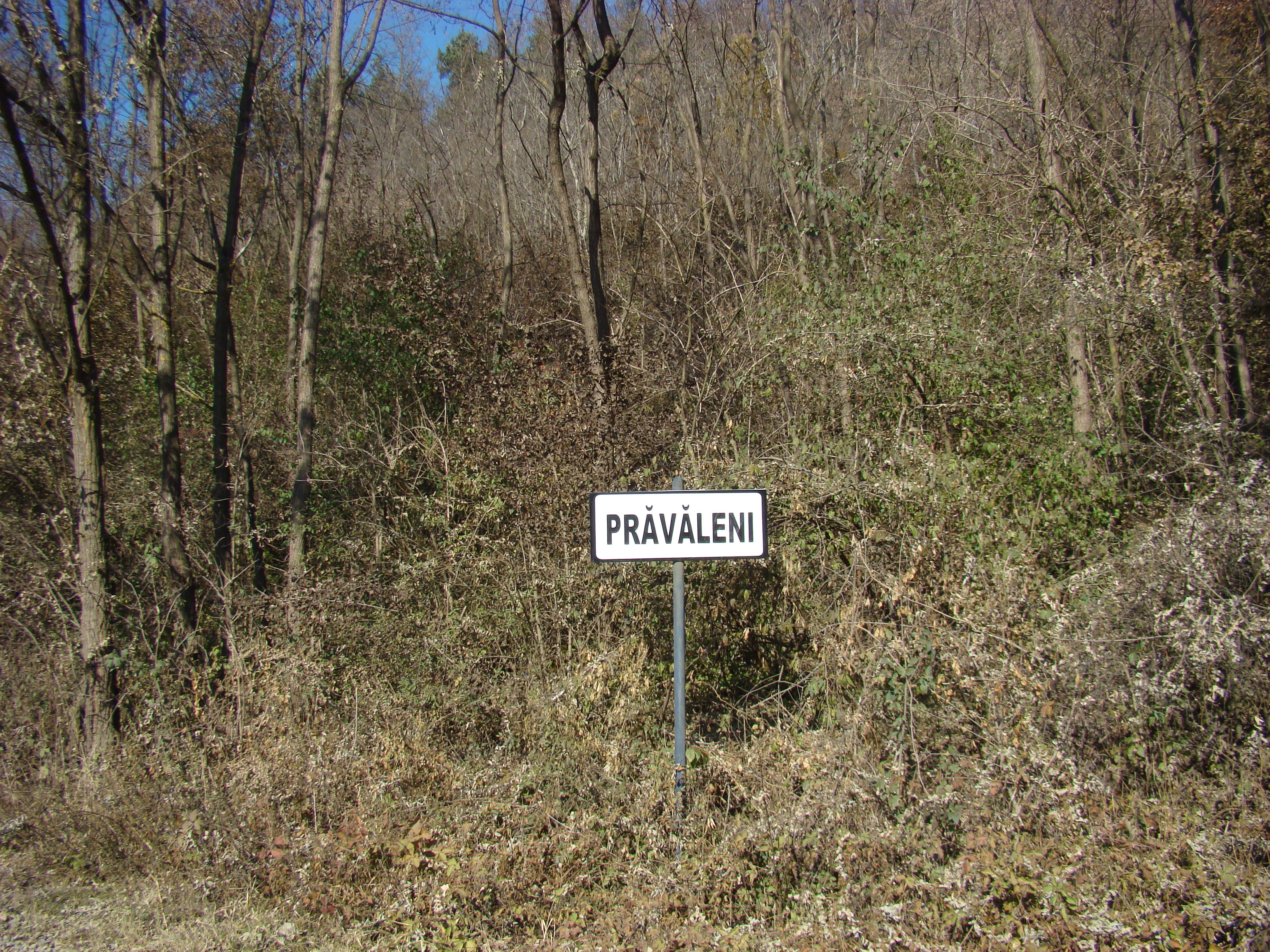
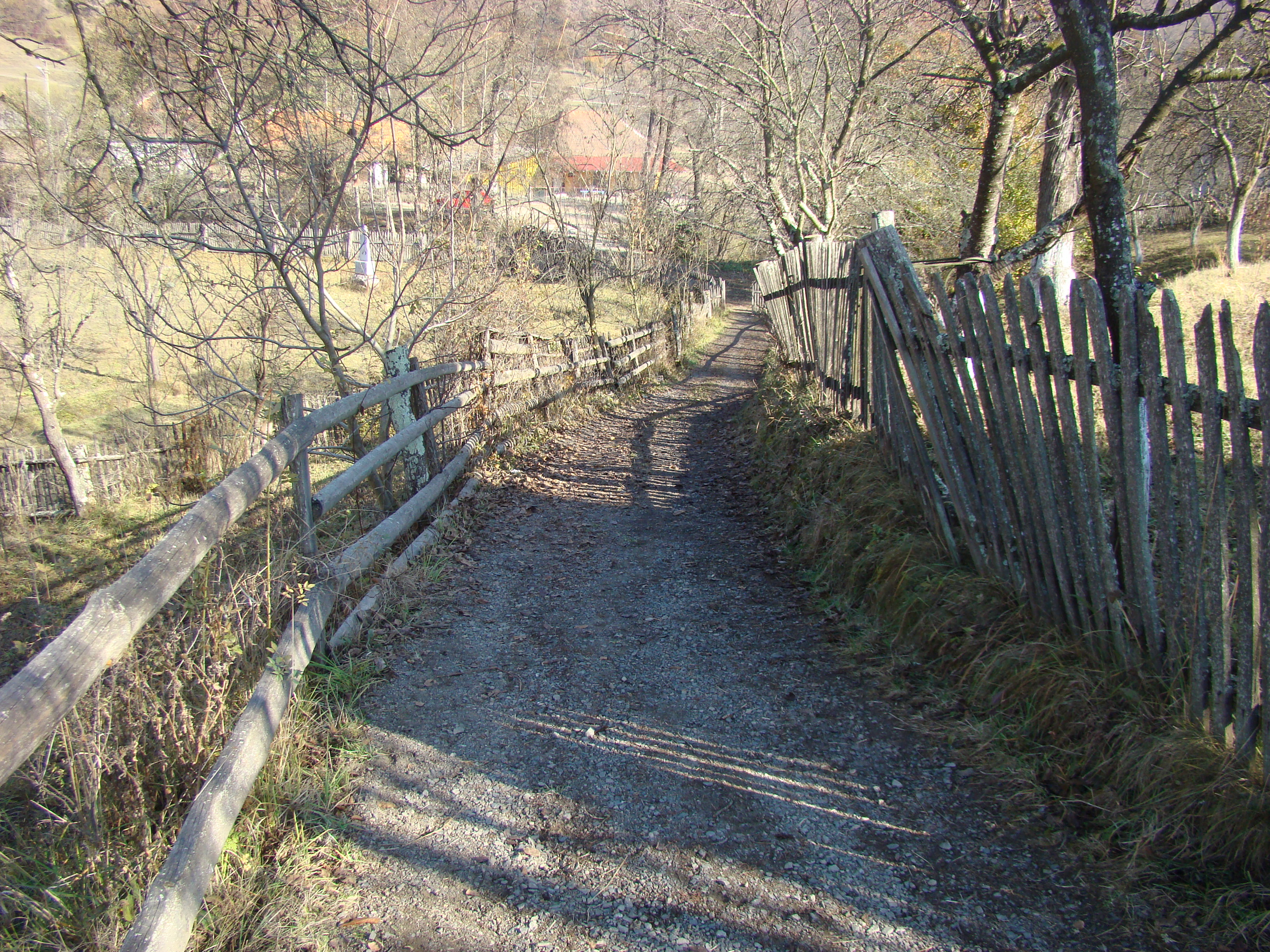
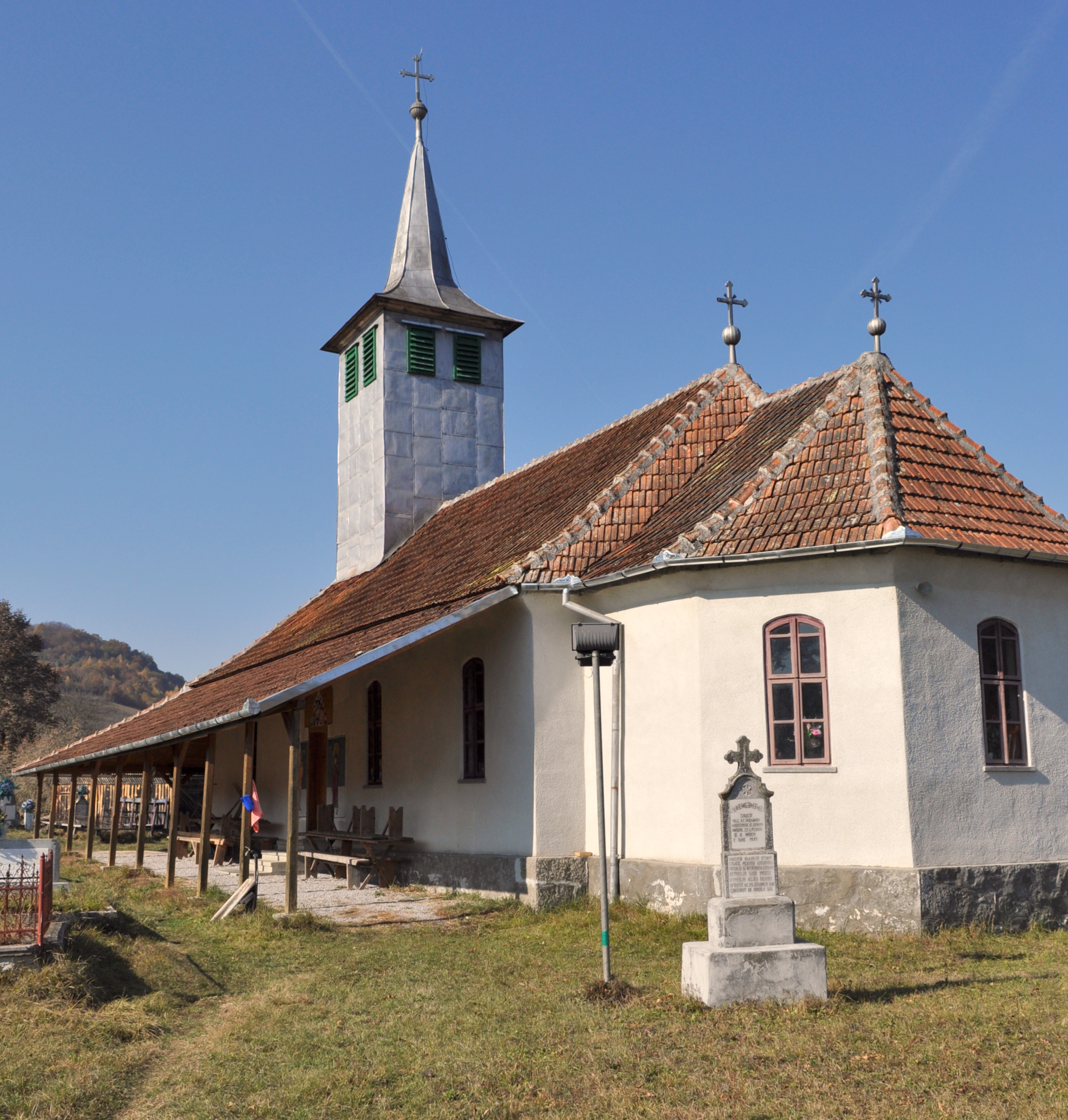
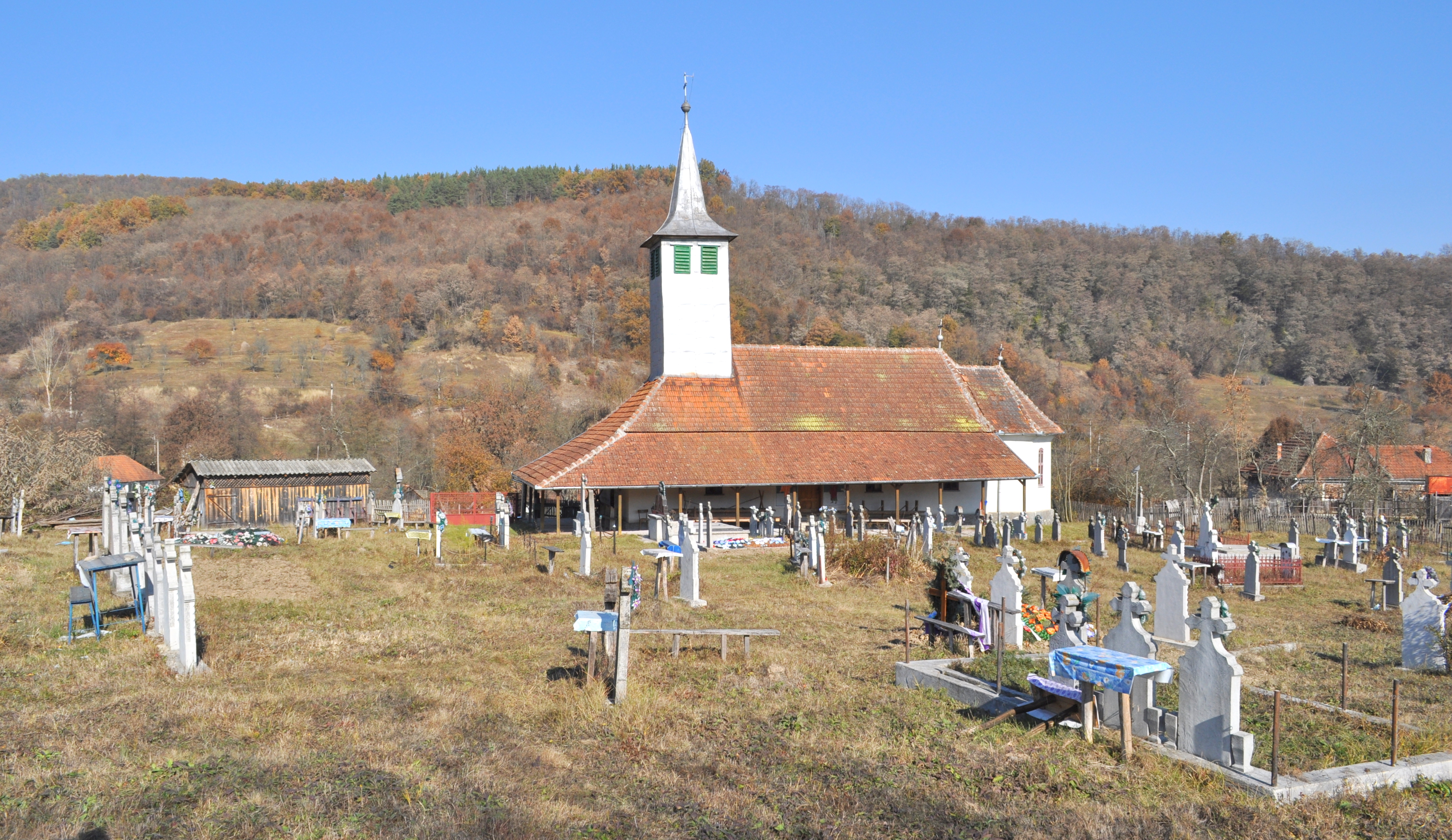
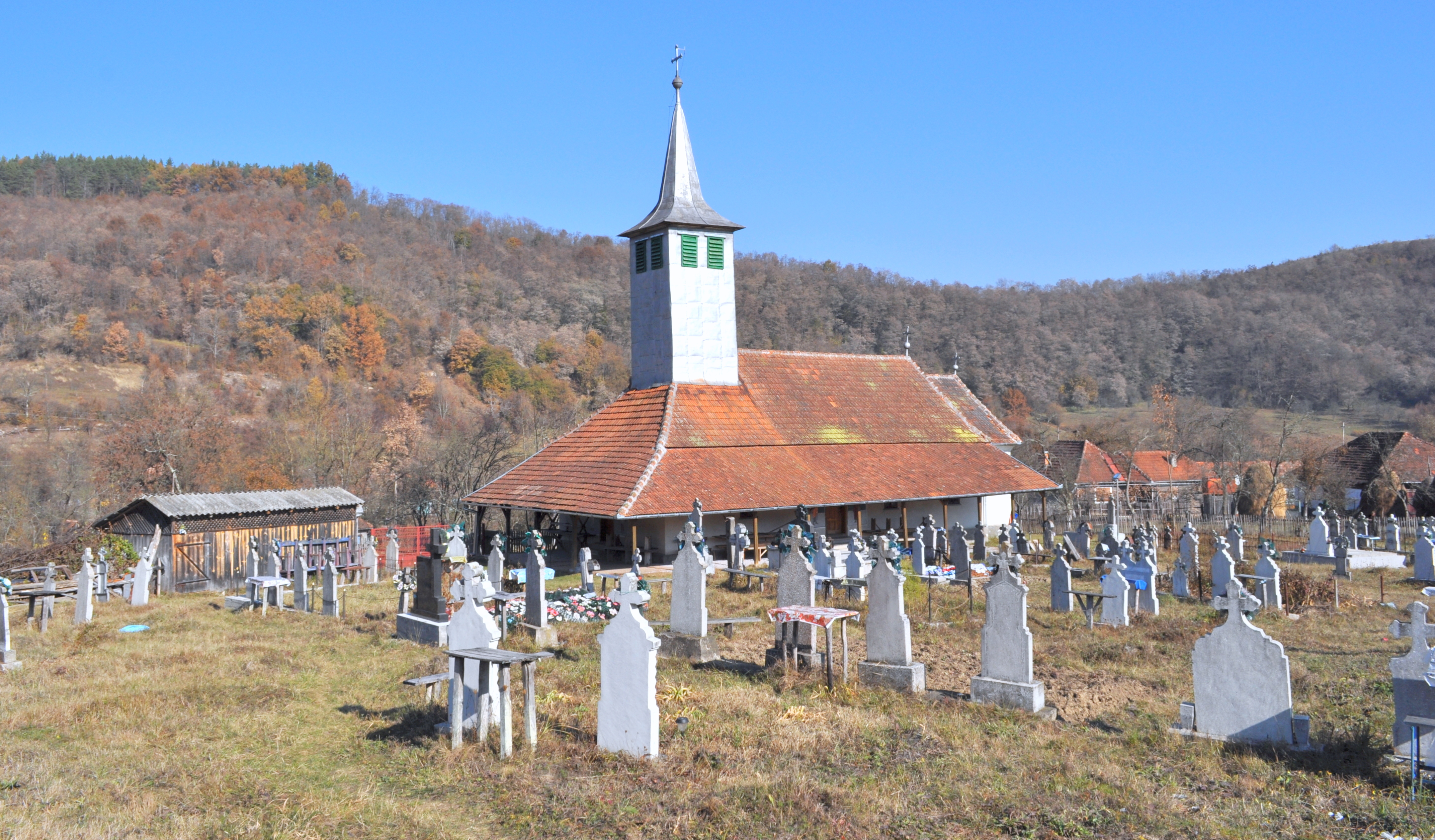
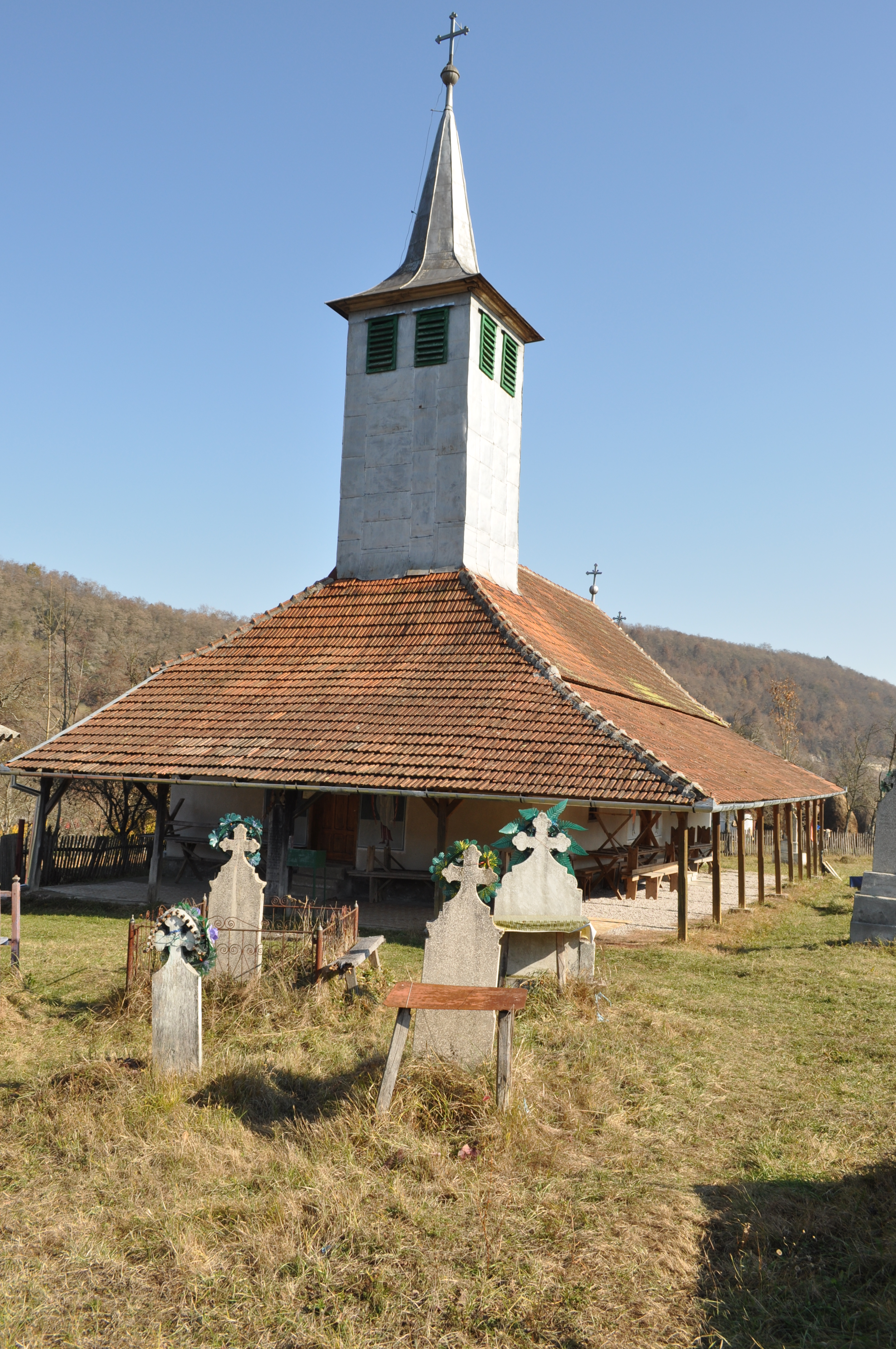
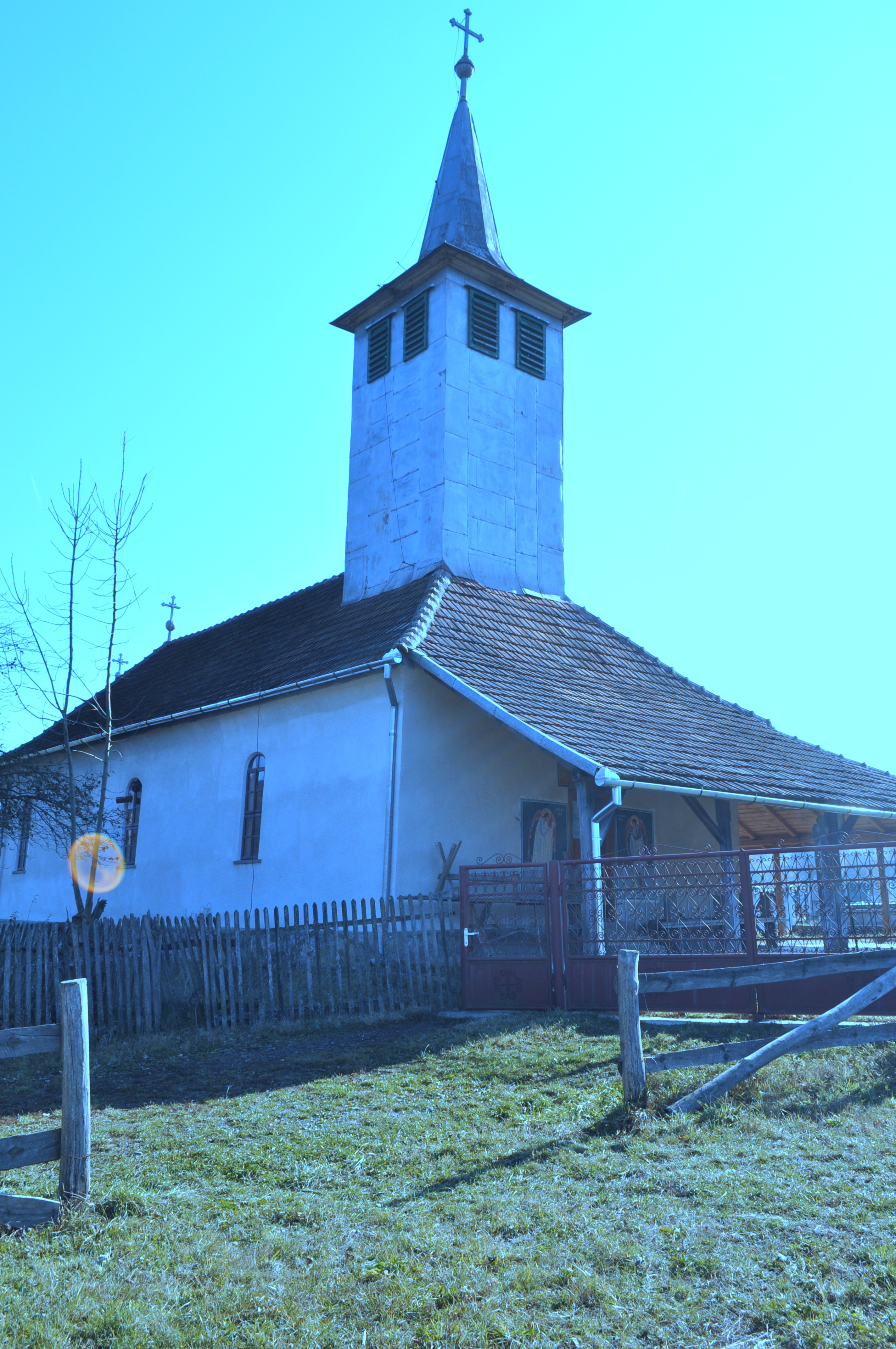
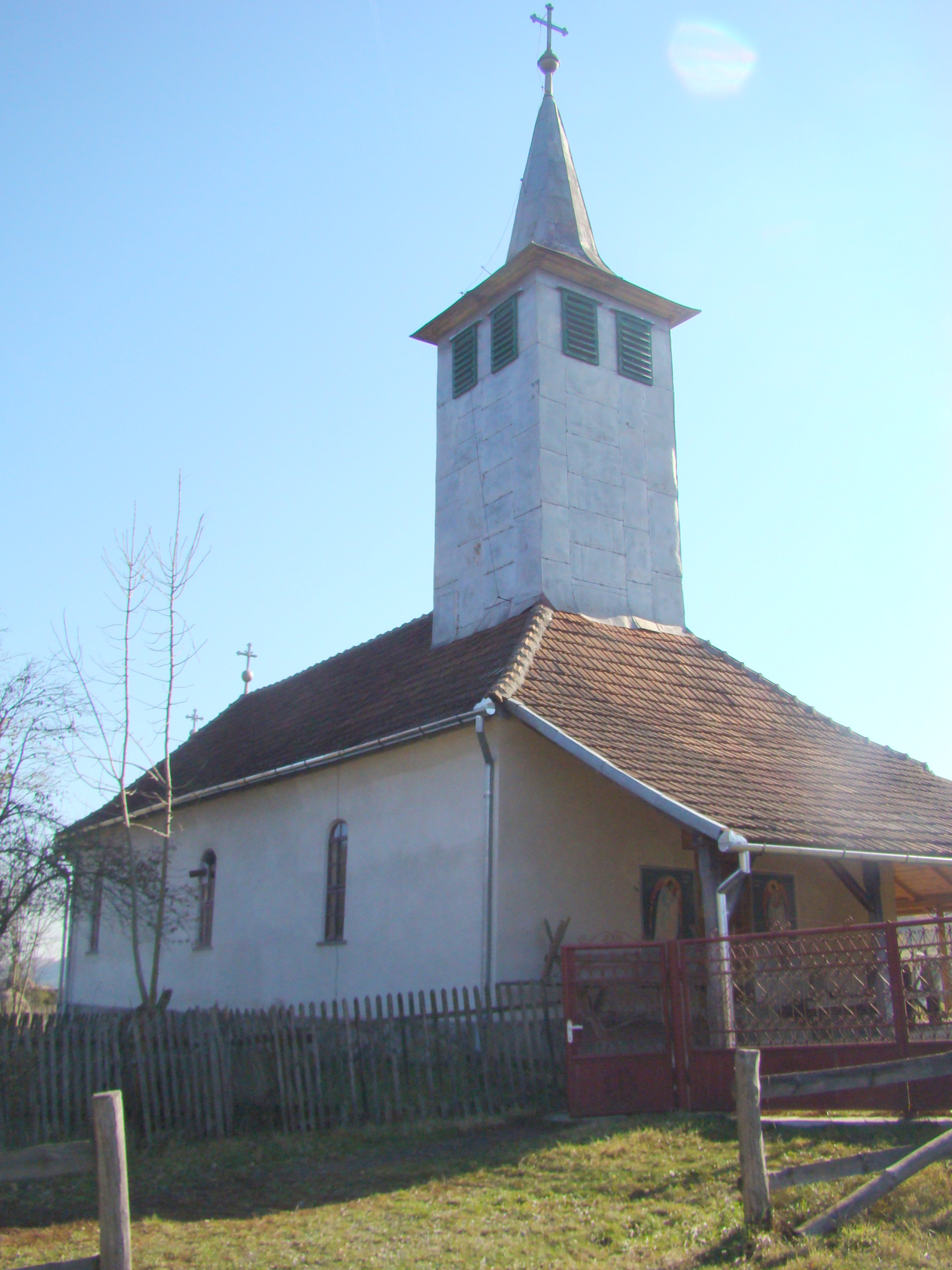
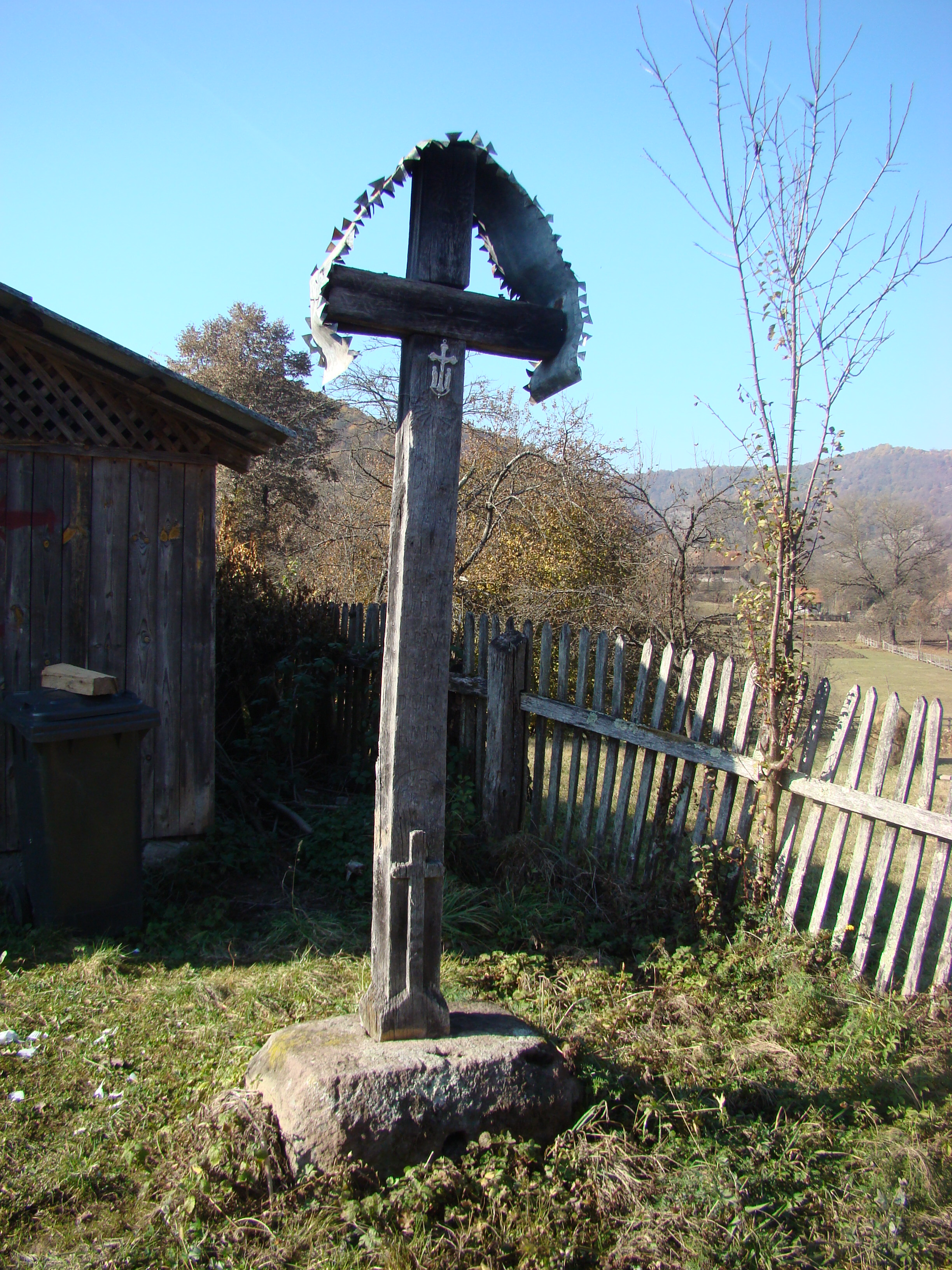
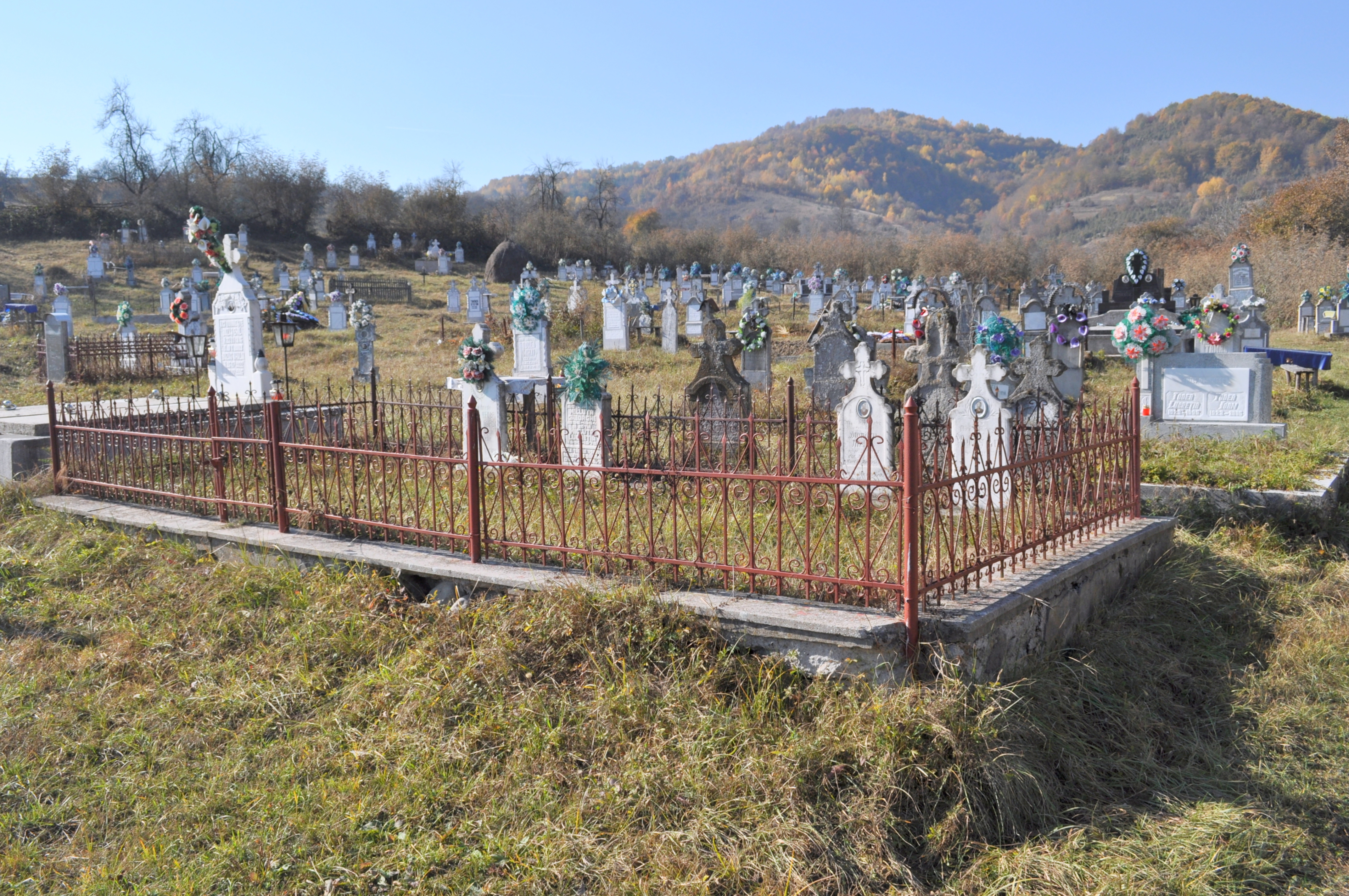
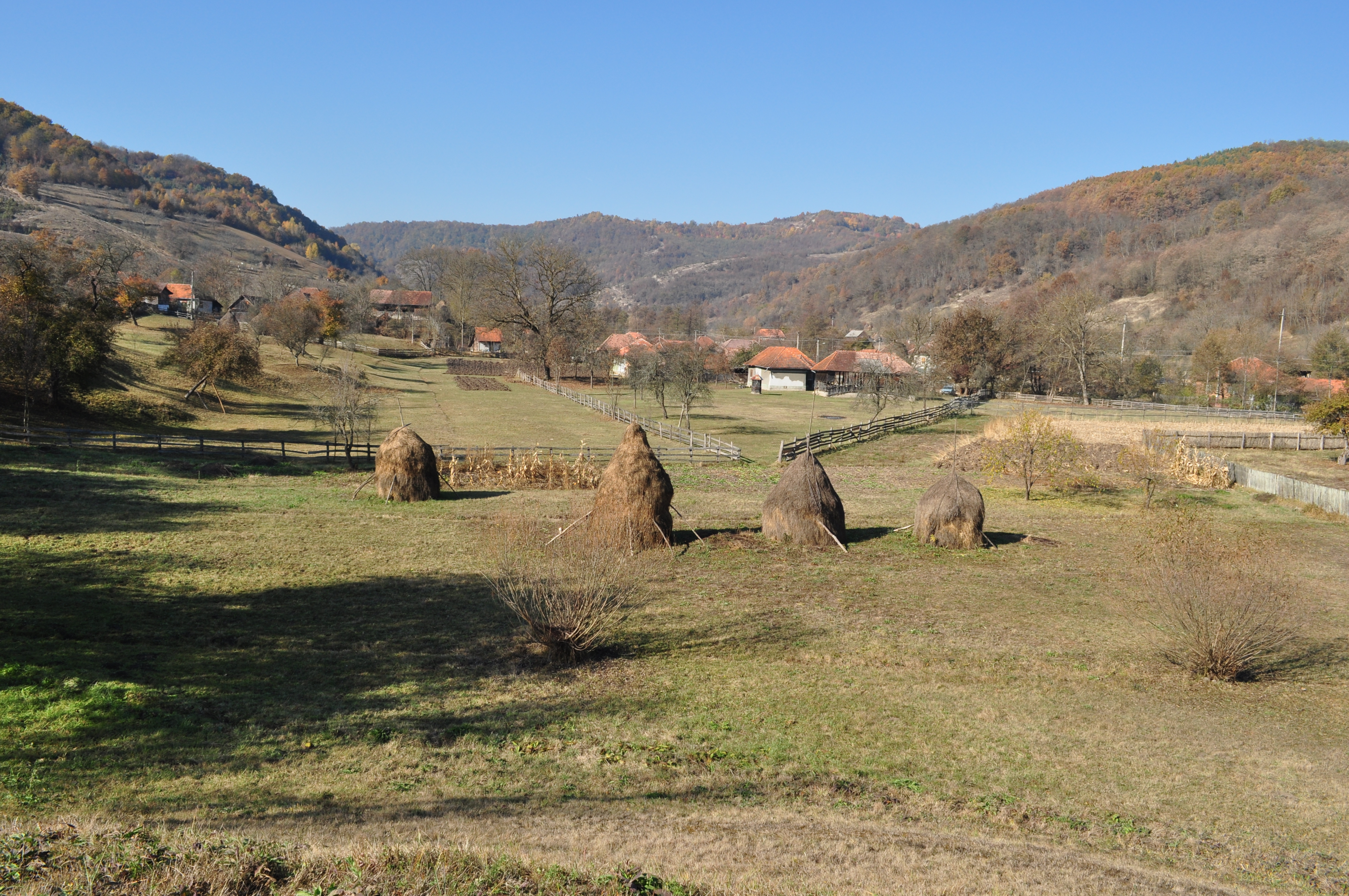

## Imagini din interior

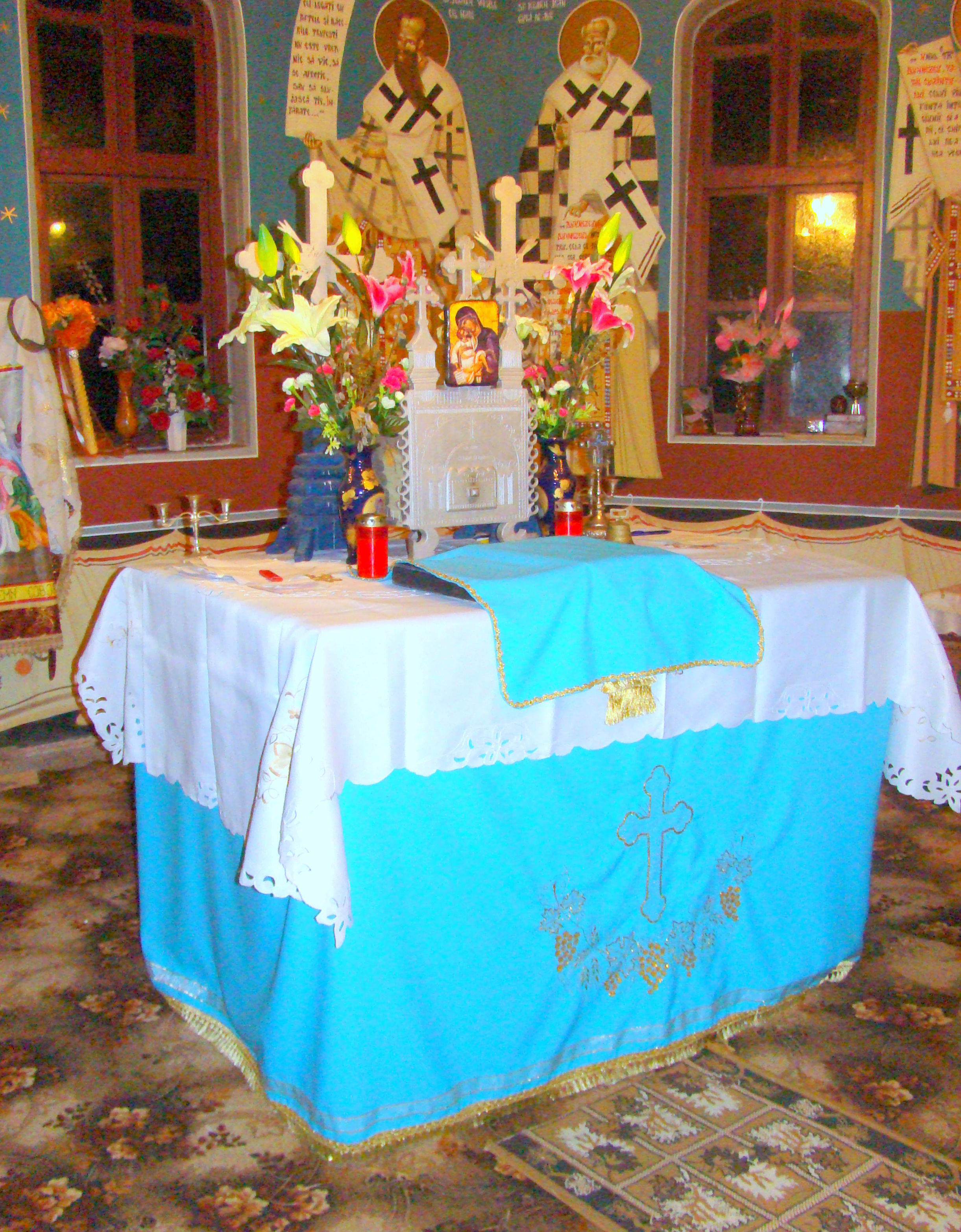
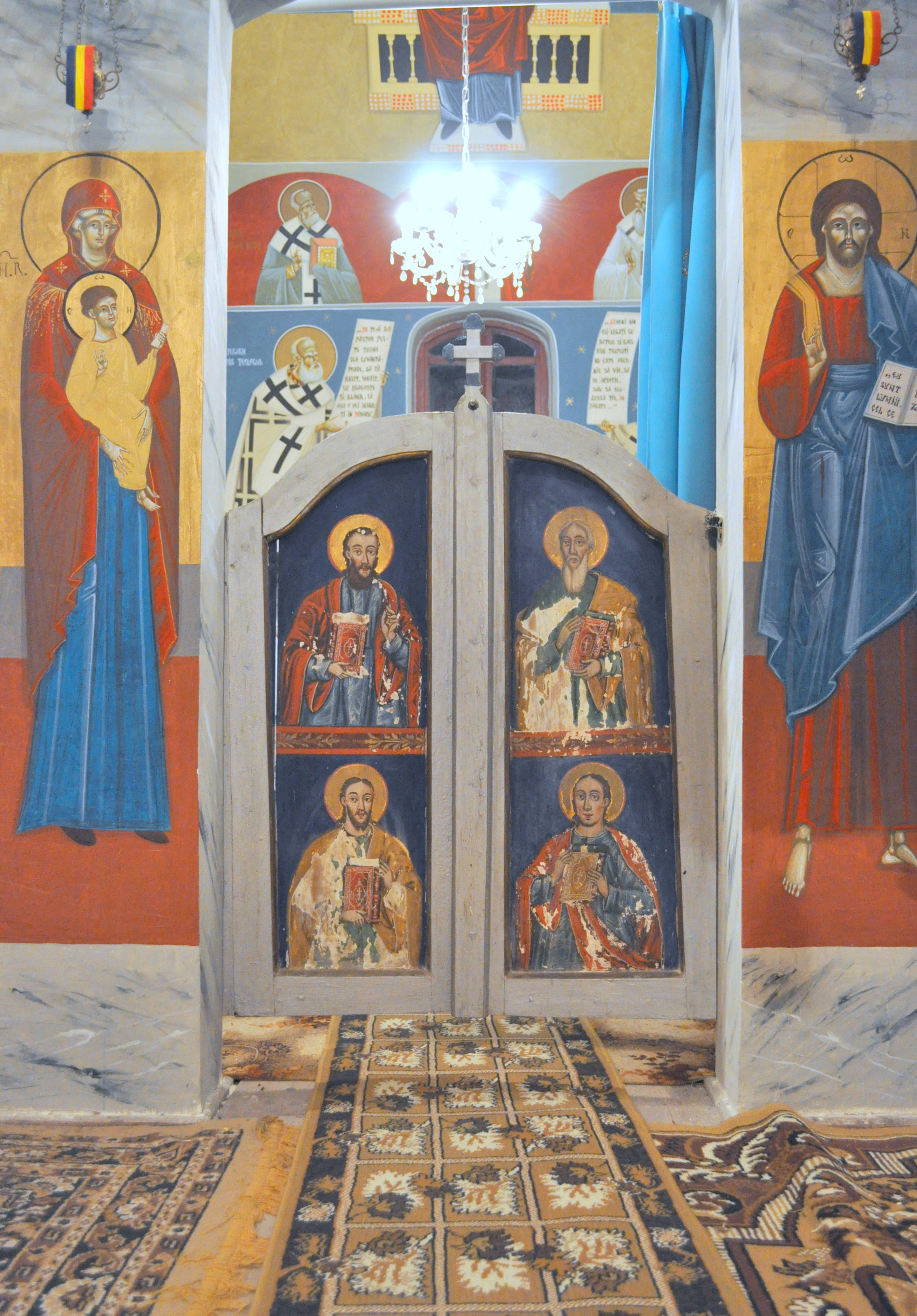
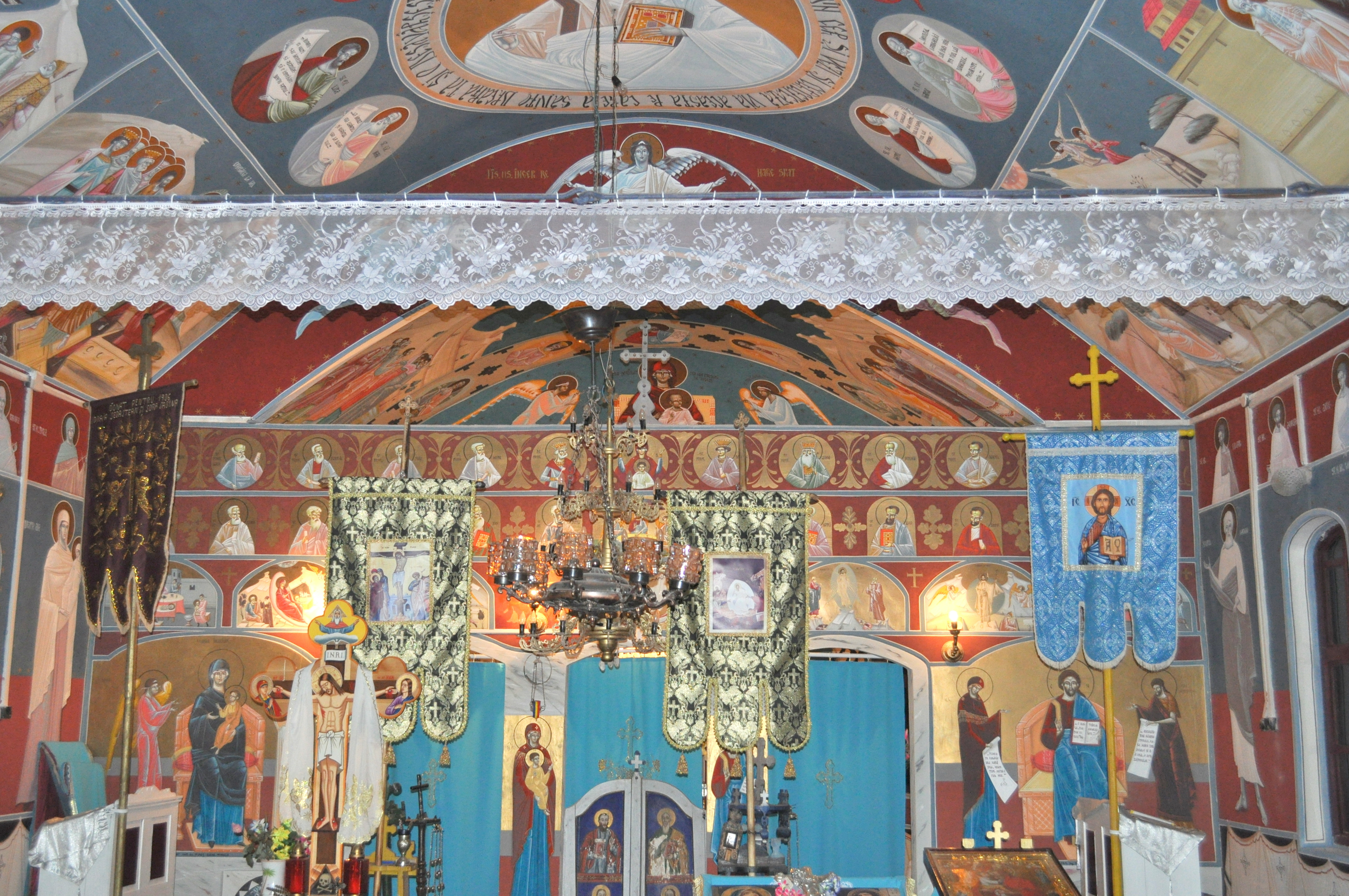
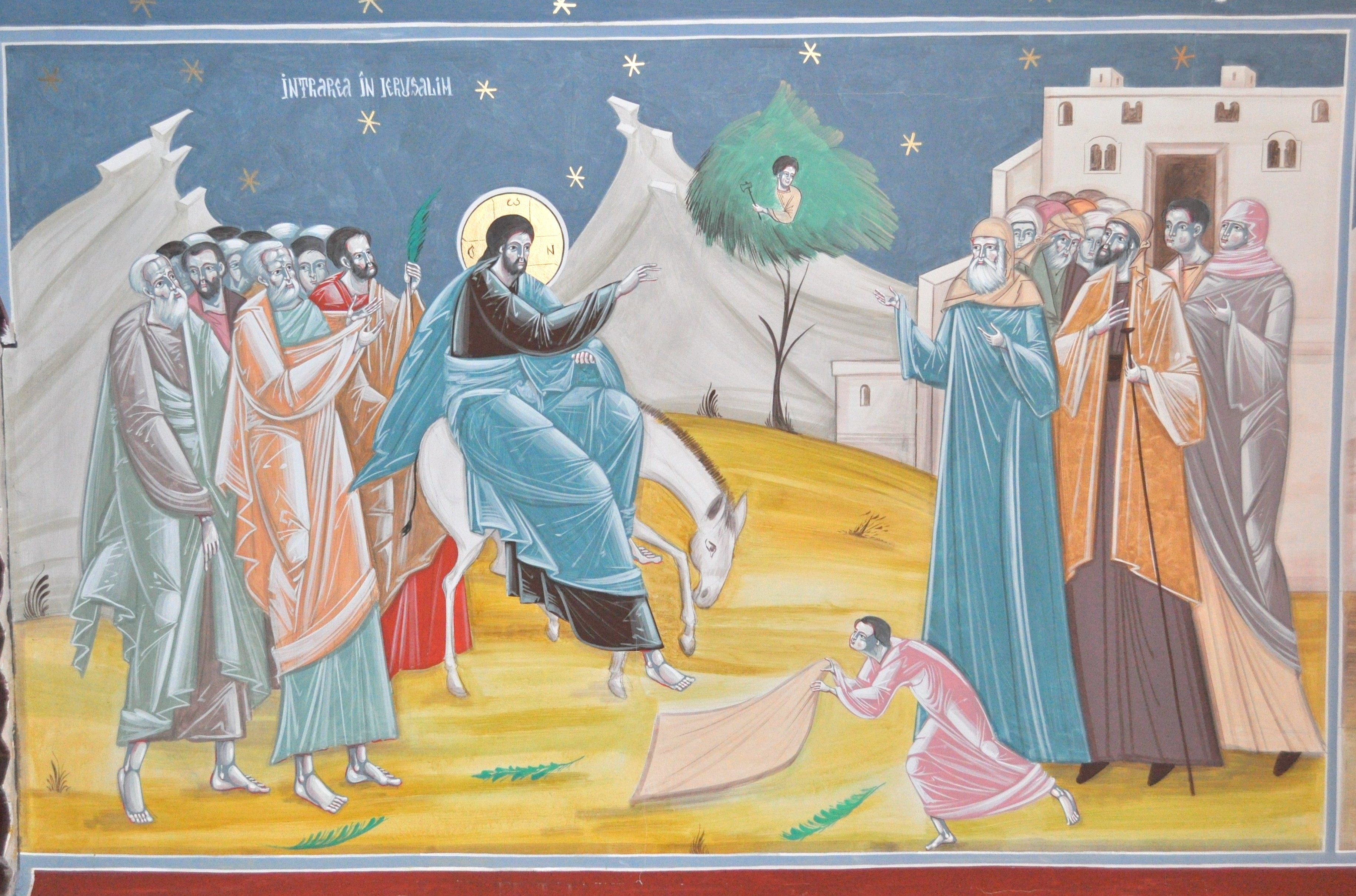
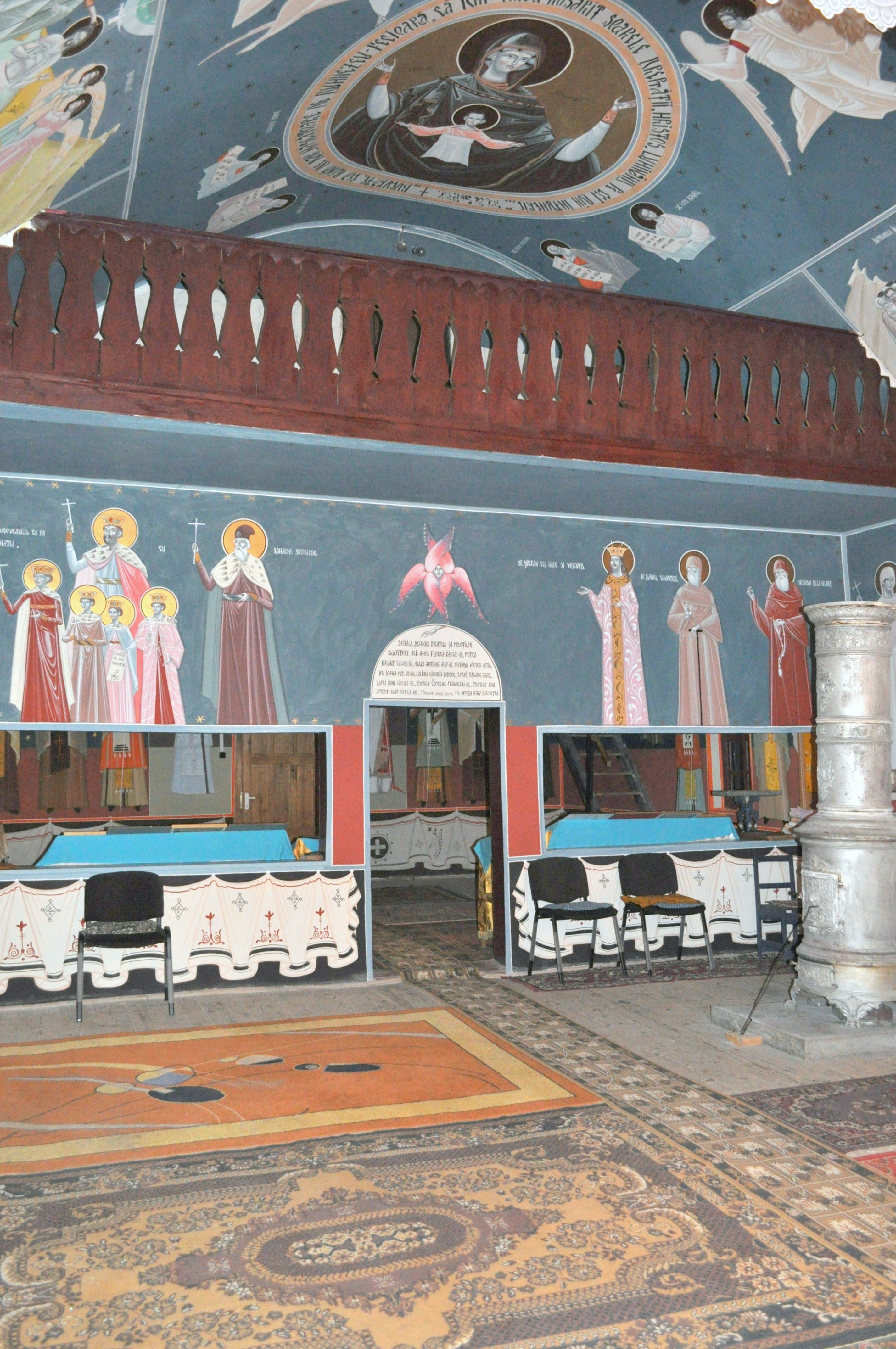
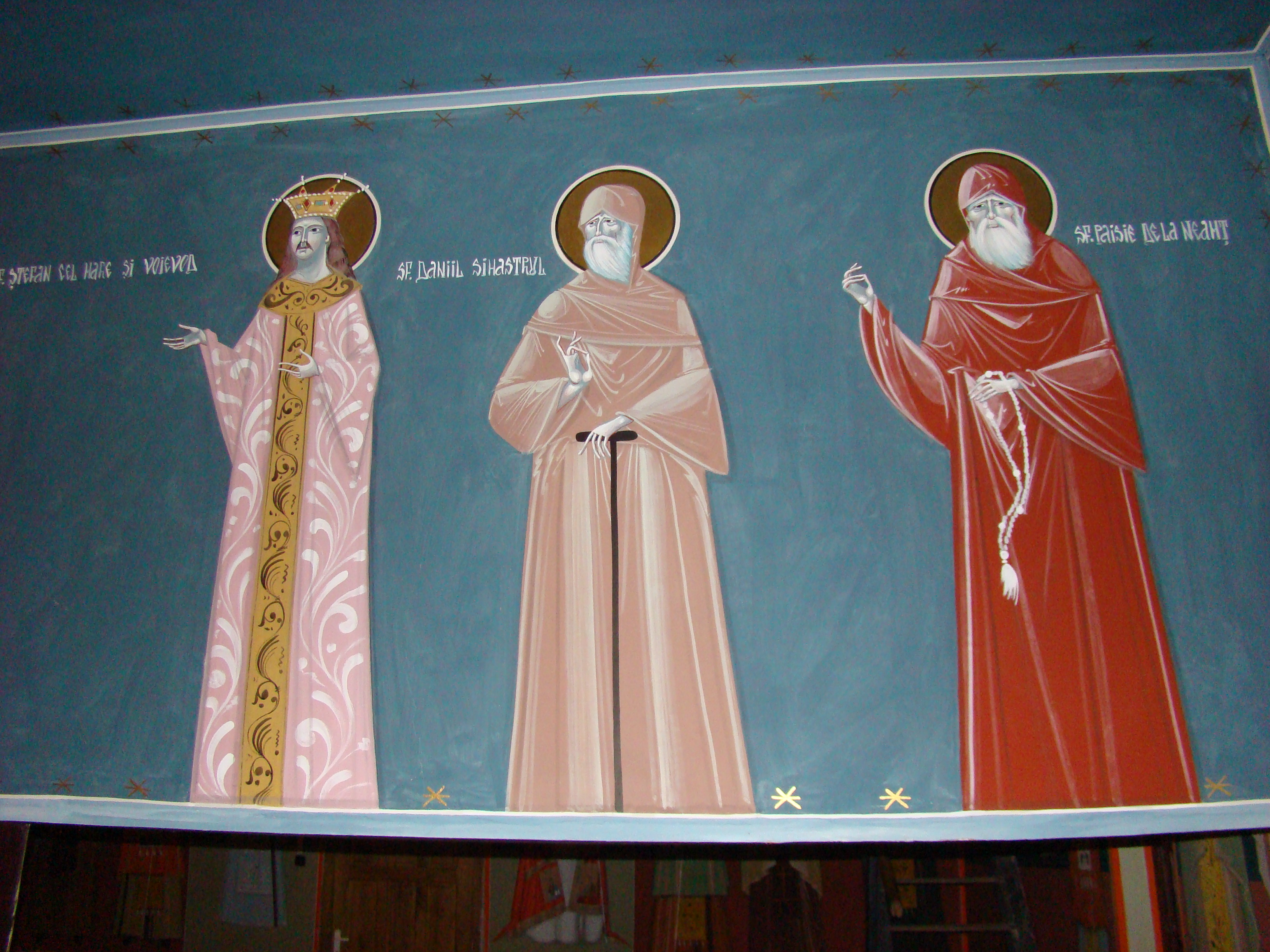
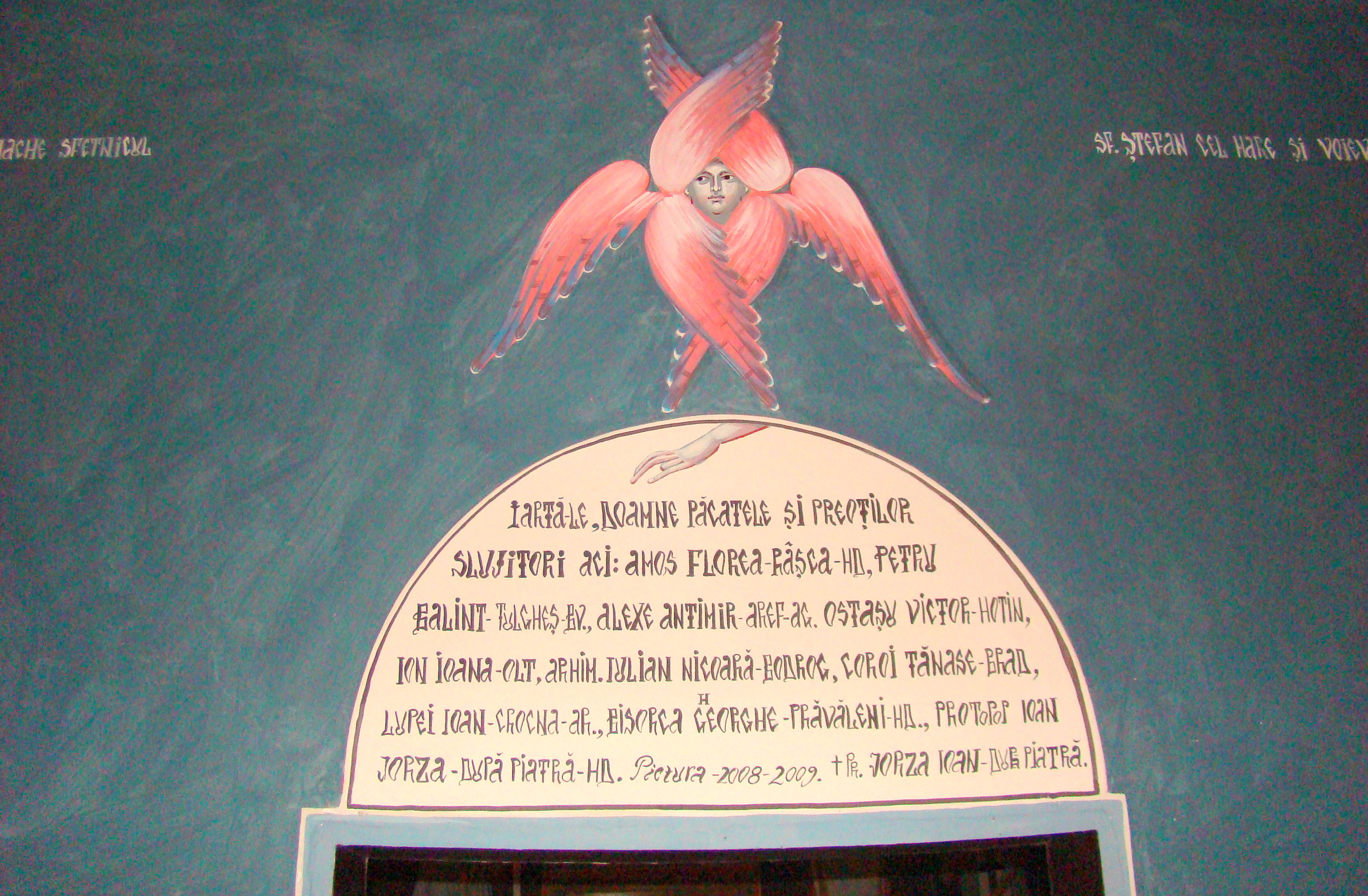
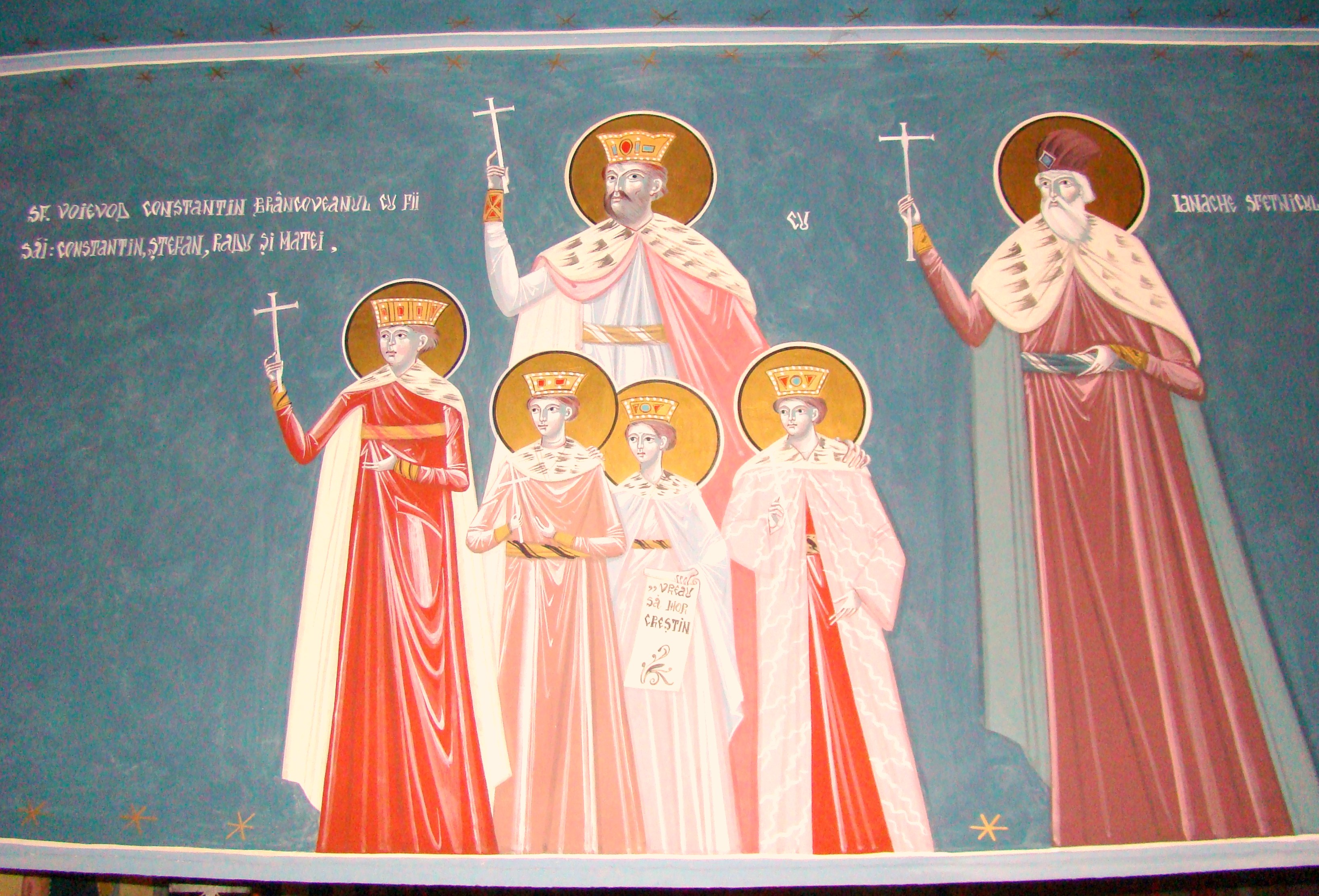
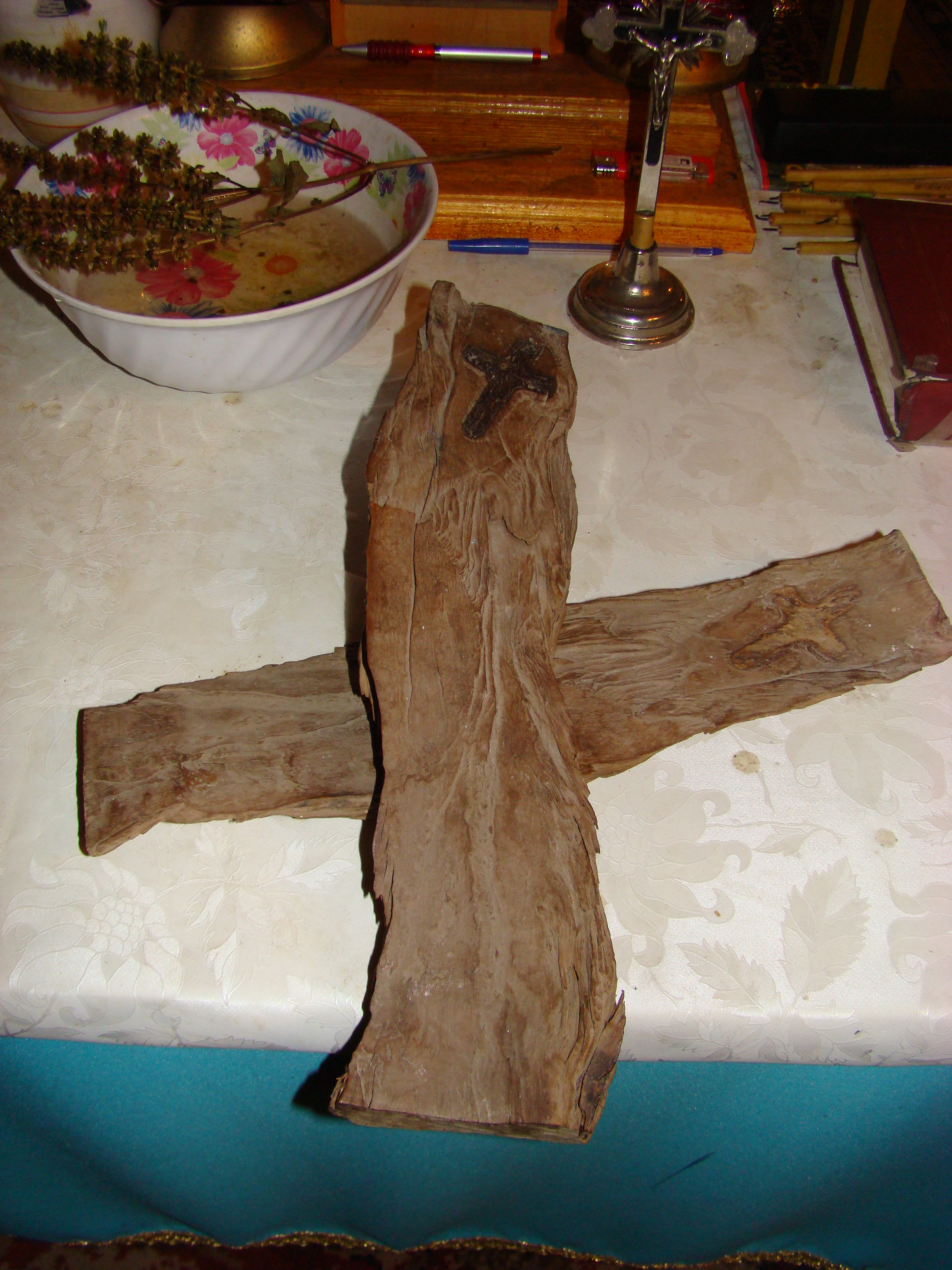
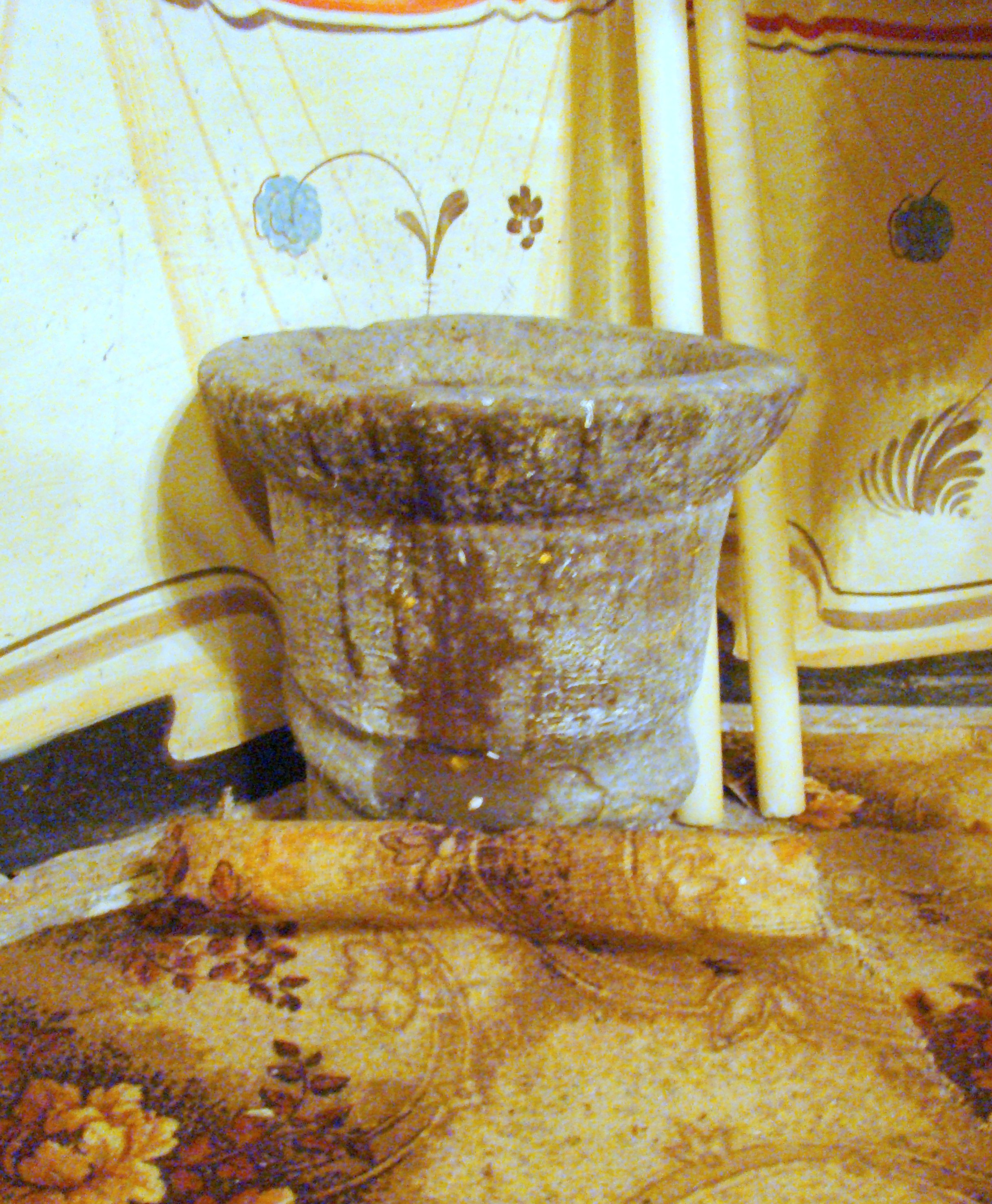
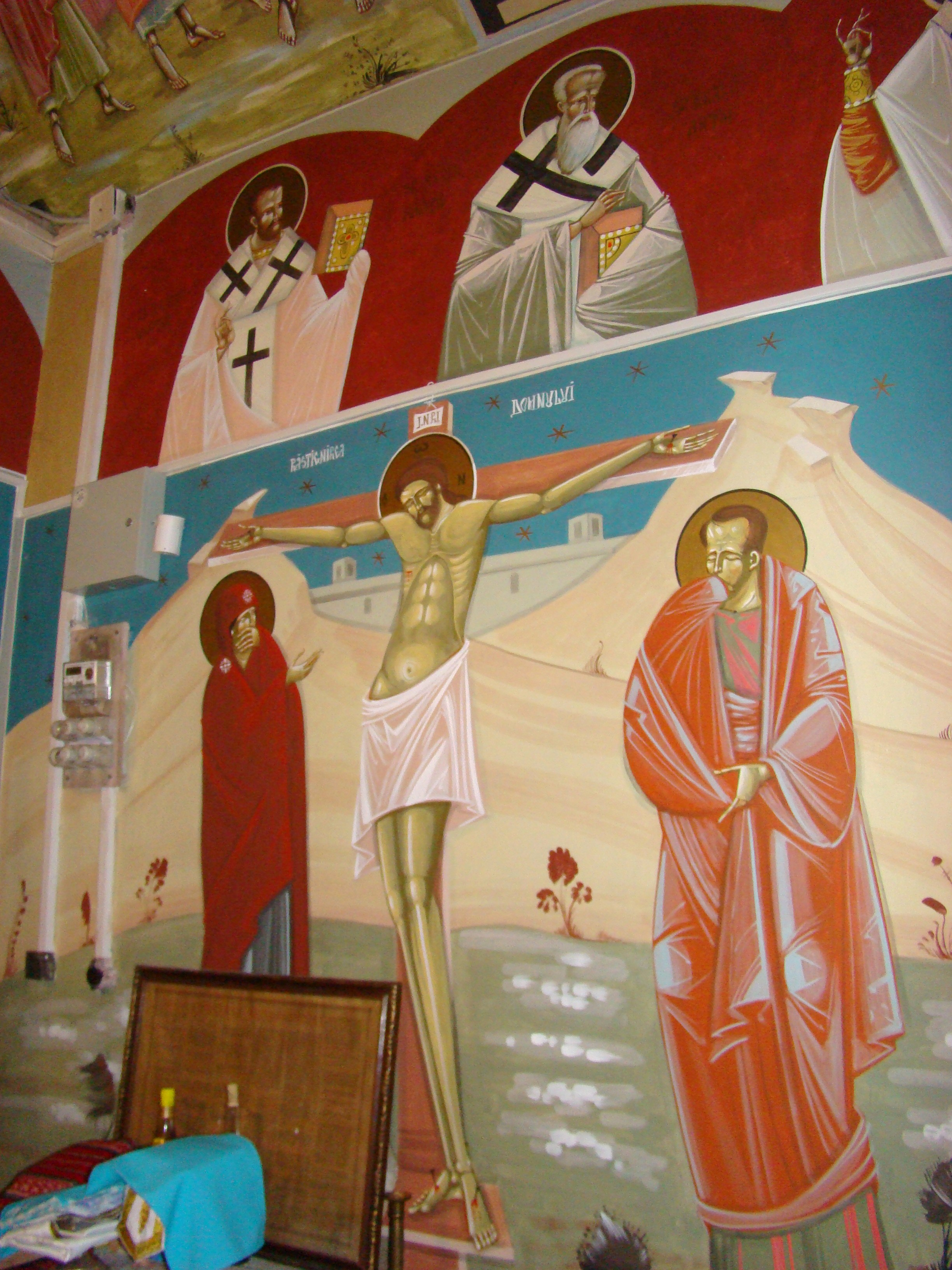
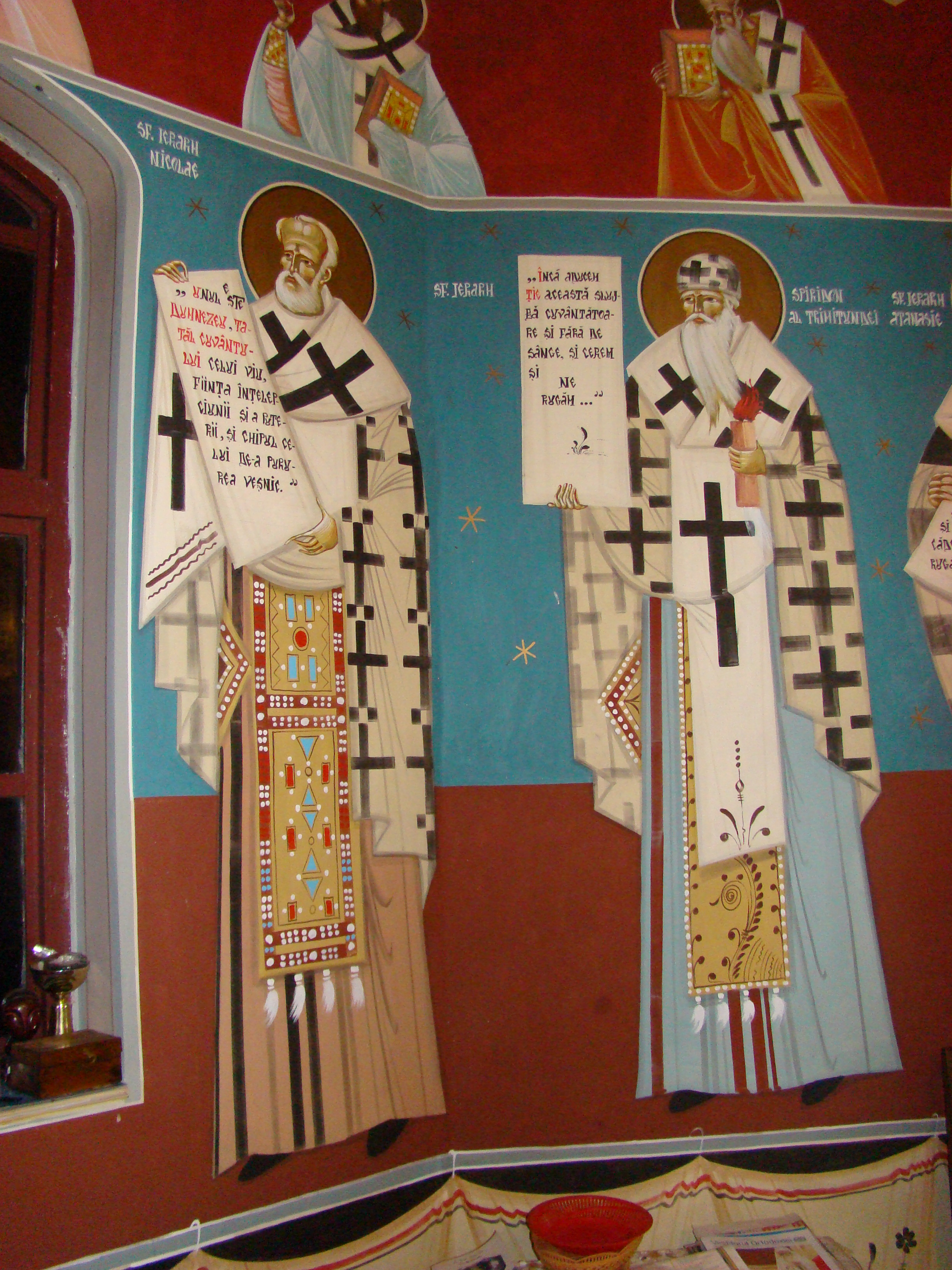
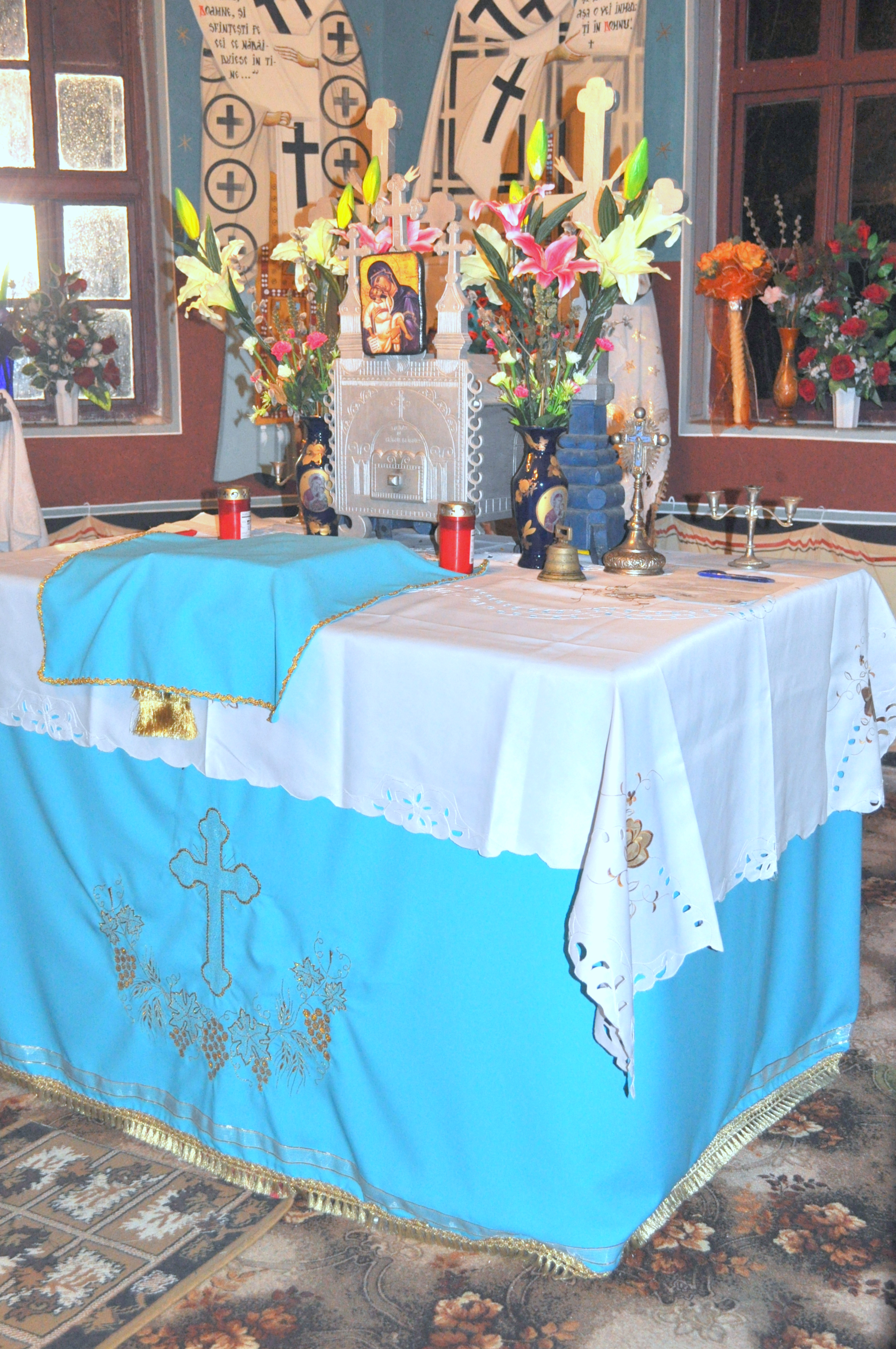